# Siena
Siena (AFI: /ˈsjɛna/) è un comune italiano di 53 071 abitanti, capoluogo dell'omonima provincia in Toscana.
La città è universalmente conosciuta per il suo ingente patrimonio storico, artistico, paesaggistico e per la sua sostanziale unità stilistica dell'arredo urbano medievale, nonché per il celebre Palio. Nel 1995 il suo centro storico è stato inserito dall'UNESCO nel Patrimonio dell'umanità e nel 2015 è stata proclamata Capitale italiana della cultura.
Nella città ha sede la Banca Monte dei Paschi di Siena, fondata nel 1472 e dunque la più antica banca in attività nonché la più longeva al mondo.

## Geografia fisica

### Territorio
Siena si trova nella Toscana centrale al centro di un vasto paesaggio collinare, tra le valli dei fiumi Arbia a sud, Merse a sud-ovest ed Elsa a nord, tra le colline del Chianti a nord-est, la Montagnola ad ovest e le Crete Senesi a sud-est.
Conosciuta universalmente la Terra di Siena ovvero il colore che viene ad assumere il «tufo giallo» che forma l'altura dove si distende la città.
- Classificazione sismica: zona 3 (sismicità medio-bassa), Ordinanza PCM 3274 del 20/03/2003

### Clima
In base alla media trentennale 1951-1980, effettivamente elaborata tra il 1951 e il 1978 e non dissimile dalla media del trentennio di riferimento climatico 1961-1990 dell'Organizzazione Meteorologica Mondiale, la temperatura media del mese più freddo, gennaio, si attesta a +5,7 °C, mentre la temperatura media del mese più caldo, luglio, è di +22,9 °C.
Le precipitazioni medie annue fanno registrare il valore di 750 mm, con minimo in estate e picco massimo in autunno.
| Siena Poggio al Vento (1951-1980) | Mesi | Mesi | Mesi | Mesi | Mesi | Mesi | Mesi | Mesi | Mesi | Mesi | Mesi | Mesi | Stagioni | Stagioni | Stagioni | Stagioni | Anno |
| Siena Poggio al Vento (1951-1980) | Gen  | Feb  | Mar  | Apr  | Mag  | Giu  | Lug  | Ago  | Set  | Ott  | Nov  | Dic  | Inv      | Pri      | Est      | Aut      | Anno |
| --------------------------------- | ---- | ---- | ---- | ---- | ---- | ---- | ---- | ---- | ---- | ---- | ---- | ---- | -------- | -------- | -------- | -------- | ---- |
| T. max. media (°C)                | 8,6  | 9,7  | 12,5 | 16,3 | 21,0 | 24,9 | 28,5 | 28,1 | 24,0 | 18,6 | 13,2 | 9,4  | 9,2      | 16,6     | 27,2     | 18,6     | 17,9 |
| T. min. media (°C)                | 2,7  | 3,1  | 4,8  | 7,5  | 11,0 | 14,6 | 17,2 | 17,0 | 14,4 | 10,6 | 6,9  | 3,7  | 3,2      | 7,8      | 16,3     | 10,6     | 9,5  |
| Precipitazioni (mm)               | 66   | 62   | 62   | 72   | 57   | 42   | 30   | 39   | 70   | 76   | 97   | 77   | 205      | 191      | 111      | 243      | 750  |

- Classificazione climatica: zona D, 1943 GR/G
- Diffusività atmosferica: media, Ibimet CNR 2002

## Storia

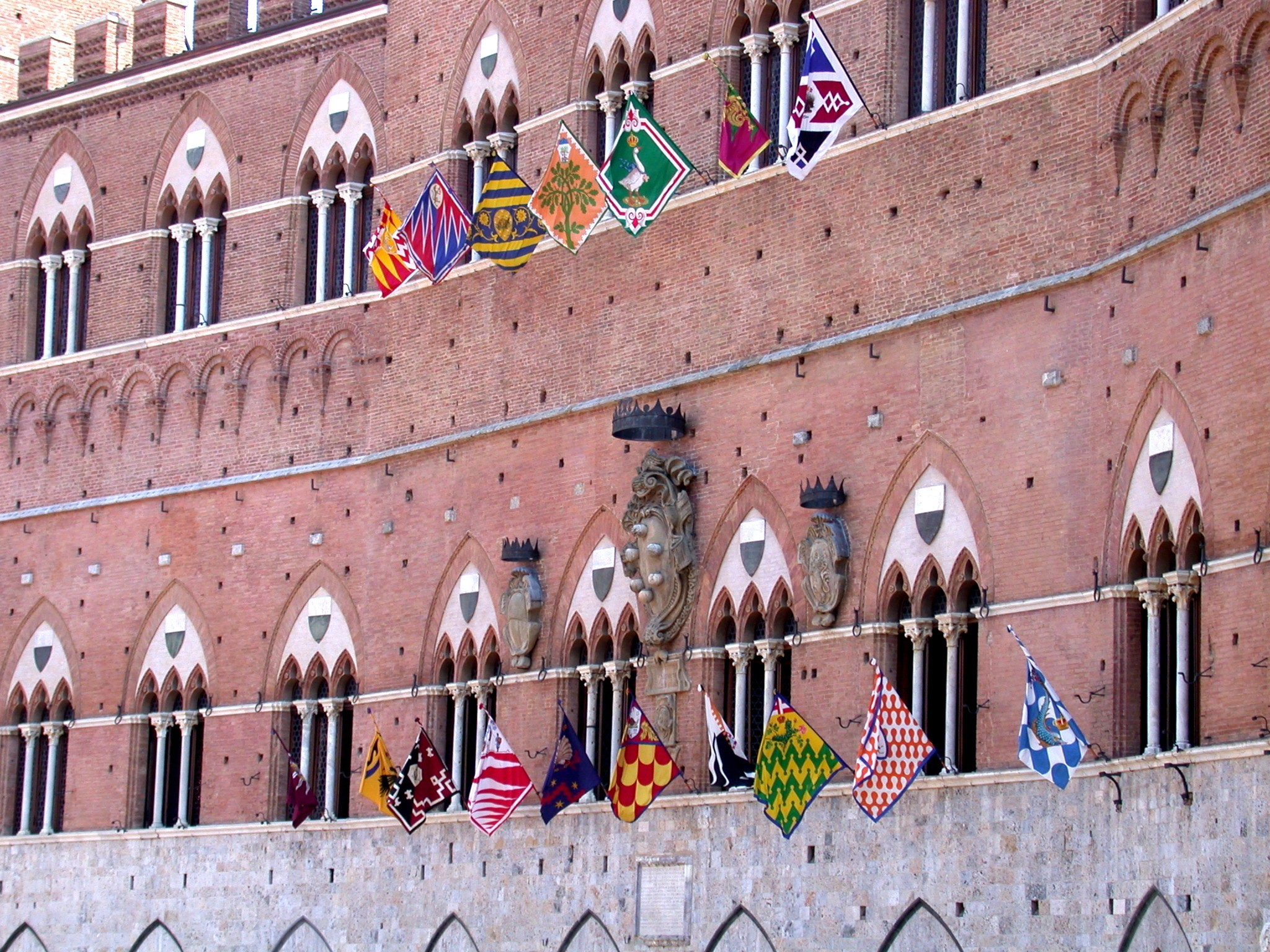
Trifore del Palazzo Comunale durante i giorni del Palio; in alto le contrade che non partecipano, in basso quelle che partecipano alla corsa.

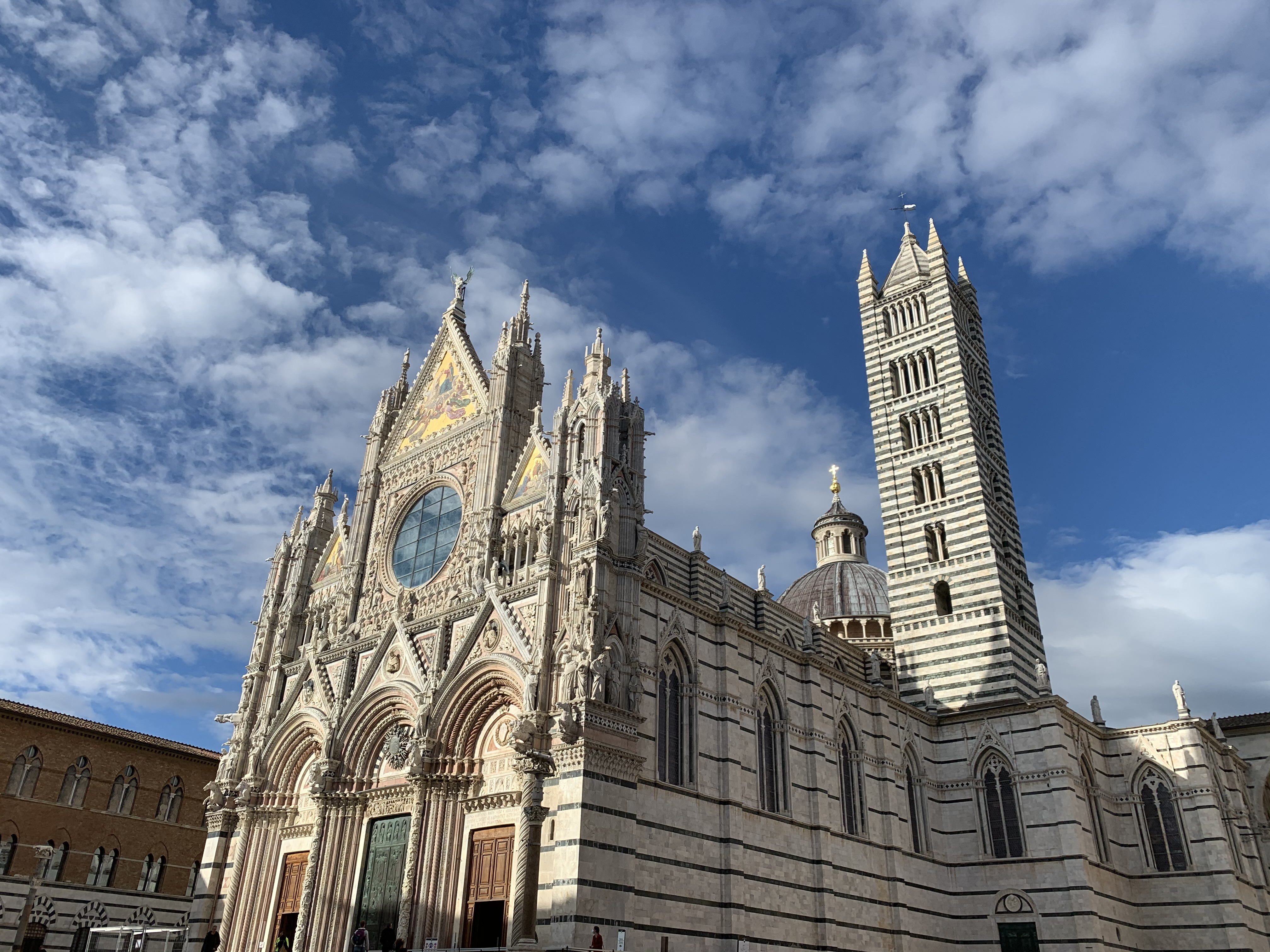
Il Duomo

(Iscrizione su Porta Camollia)

### Origini
In cima alla collina che sovrasta il borgo di Torri a Sovicille, si trova l'insediamento preistorico neolitico di Sienavecchia. Il nome di Sienavecchia pare risalga effettivamente all'antica compagine multicentrica delle Saenae etrusca.
Secondo la leggenda, Romolo mandò i suoi capitani Camellio e Montorio a vincere Ascanio (o Aschio) e Senio, supposti figli di Remo e fondatori di un abitato delle Saenae; Camellio, da parte sua, fondò il nucleo di Camollia e Montorio fondò Castelmontorio. Invece, il vicino villaggio di Brenna (Sovicille), secondo la tradizione, deve il nome al noto Brenno capo dei Galli Senoni, che raggiunsero la regione dopo essere stati cacciati da Roma all'inizio del IV secolo a.C.. I documenti storici ci descrivono invece della Siena fondata come colonia romana, al tempo dell'Imperatore Augusto, nota come Saena Iulia.
All'interno del centro storico senese sono stati ritrovati dei siti di epoca etrusca, che possono far pensare alla fondazione della città da parte degli etruschi. Secondo autorevoli studi infatti il nome Siena può derivare dal gentilizio etrusco Saina/Seina, attestato epigraficamente a Montalcino, Chiusi e Perugia.
Il primo documento noto della comunità senese risale al 70 d.C.: il senatore Manlio Patruito riferì a Roma di essere stato malmenato e ridicolizzato con un finto funerale durante la sua visita ufficiale a Saena Iulia, piccola colonia militare della Tuscia. Il Senato romano decise di punire i principali colpevoli e di richiamare severamente i senesi a un maggiore rispetto verso l'autorità romana.

### Medioevo
Dell'alto Medioevo non si hanno documenti che possano illuminare intorno ai casi della vita civile a Siena. C'è qualche notizia relativa alla istituzione del vescovado e della diocesi, specialmente per le questioni sorte fra il Vescovo di Siena e quello di Arezzo, a causa dei confini della zona giurisdizionale di ciascuno: questioni nelle quali intervenne il re longobardo Liutprando, pronunciando sentenza a favore della diocesi aretina. Ma i senesi non furono soddisfatti e pertanto nell'anno 773, quando l'Italia passò dalla dominazione longobarda a quella franca, riuscirono ad ottenere l'annullamento della sentenza emanata dal re Liutprando. Pare che al tempo dei Longobardi, Siena fosse governata da un rappresentante del re: Gastaldo che fu poi sostituito da un Conte imperiale dopo l'incoronazione di Carlo Magno. Il primo conte di cui si hanno notizie concrete fu Winigi, figlio di Ranieri, nell'867. Dopo il 900 regnava a Siena l'imperatore Ludovico III, il cui regno non durò così a lungo, dal momento che nel 903 le cronache raccontano di un ritorno dei conti al potere sotto il nuovo governo del re Berengario.

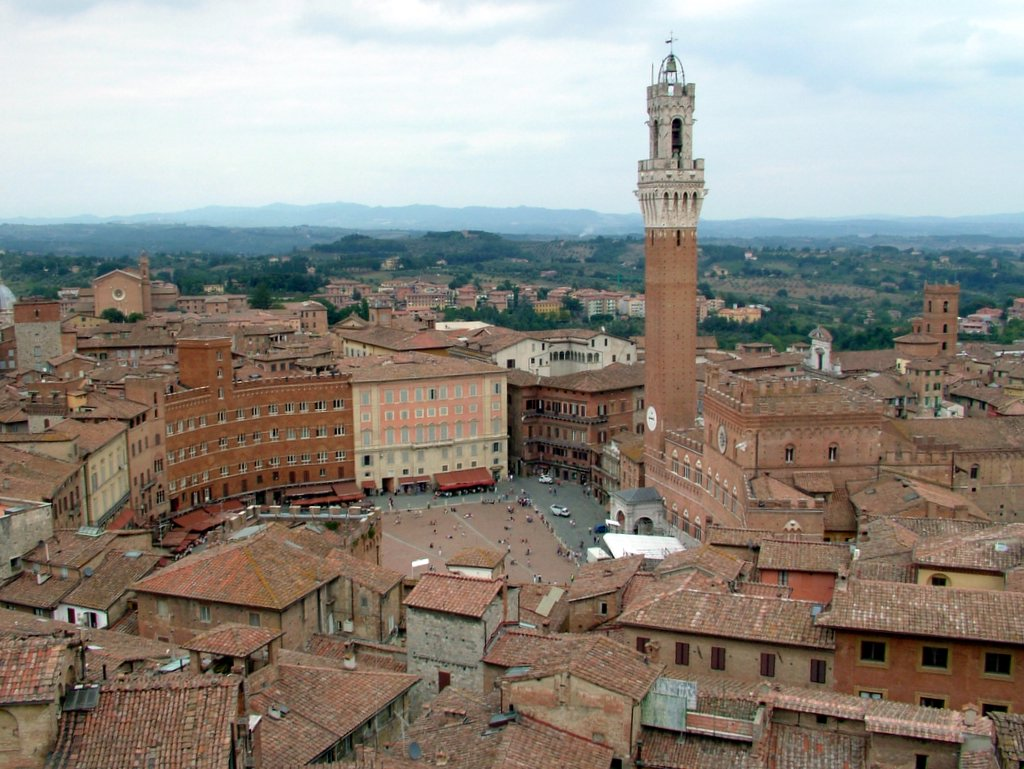
Il centro storico di Siena con la Piazza del Campo

Siena si ritrova nel X secolo al centro di importanti vie commerciali che portavano a Roma e, grazie a ciò, divenne un'importante città medievale. Nel XII secolo la città si dota di ordinamenti comunali di tipo consolare, comincia a espandere il proprio territorio e stringe le prime alleanze. Questa situazione di rilevanza sia politica che economica, portano Siena a combattere per i domini settentrionali della Toscana, contro Firenze. Dalla prima metà del XII secolo in poi, Siena prospera e diventa un importante centro commerciale tenendo buoni rapporti con lo Stato della Chiesa; i banchieri senesi erano un punto di riferimento per le autorità di Roma, le quali si rivolgevano a loro per prestiti o finanziamenti.
Alla fine del XII secolo Siena, sostenendo la causa ghibellina (anche se non mancavano le famiglie senesi di parte guelfa, in sintonia con Firenze), si ritrovò nuovamente contro Firenze di parte guelfa: celebre è la vittoria sui toscani guelfi nella battaglia di Montaperti, del 1260, ricordata anche da Dante Alighieri. Ma dopo qualche anno i senesi ebbero la peggio nella battaglia di Colle di Val d'Elsa, del 1269, che portò in seguito, nel 1287, all'ascesa del Governo dei Nove, di parte guelfa. Sotto questo nuovo governo, Siena raggiunse il suo massimo splendore, sia economico che culturale.
Dopo la peste del 1348, cominciò la lenta decadenza della Repubblica di Siena, che comunque non precluse la strada all'espansione territoriale senese, che fino al giorno della caduta della Repubblica comprendeva un terzo della Toscana.

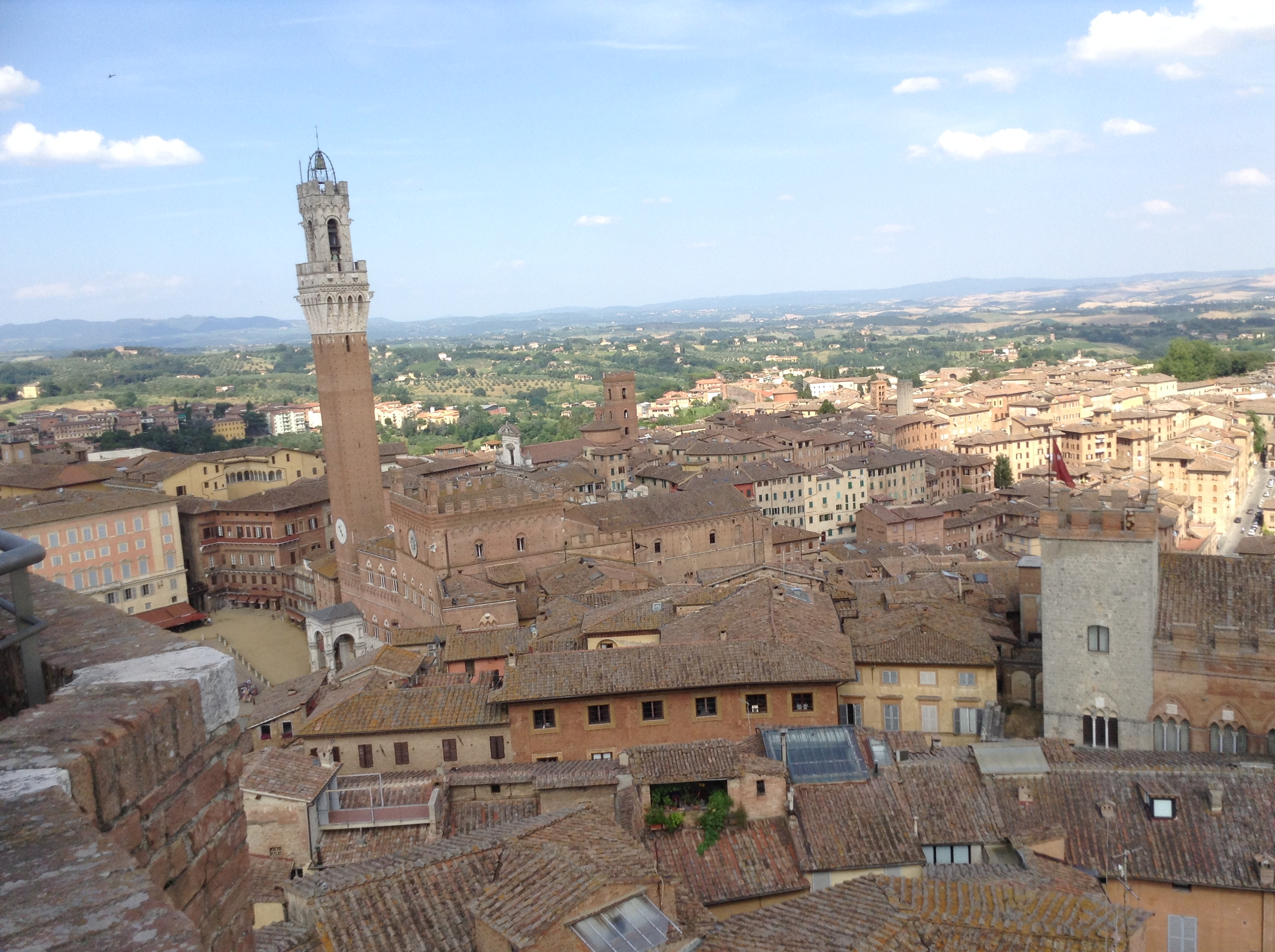
Siena vista dall'alto del Duomo

La fine della Repubblica Senese, forse l'unico Stato occidentale ad attuare una democrazia pura a favore del popolo, avvenne il 21 aprile 1555, quando la città, dopo un assedio di oltre un anno, dovette arrendersi stremata dalla fame, all'impero di Carlo V, spalleggiato dai medicei, che successivamente cedette in feudo il territorio della Repubblica ai Medici, Signori di Firenze, per ripagarli delle spese sostenute durante la guerra. Per l'ennesima volta i cittadini senesi riuscirono a tenere testa ad un imperatore, che solo grazie alle proprie smisurate risorse poté piegare la fiera resistenza di questa piccola Repubblica e dei suoi cittadini.

#### Rapporto con San Ginesio
Dopo il governo dei Da Varano, a partire dal 1445 San Ginesio riconobbe la sua appartenenza al dominio pontificio, ma tra il 1450 vi fu qualche tentativo di restaurare il regime precedente. Trecento ginesini subirono la sentenza di esilio. Visto il comportamento dei ginesini, degli ambasciatori senesi li difesero, ottenendo il perdono e il permesso di rientrare in patria. Gli esuli furono accompagnati dai senesi con il Crocifisso degli Esuli in segno di pace e venne redatto il nuovo Statuto comunale su modello senese.

### Periodo mediceo
Dopo la caduta della Repubblica pochi senesi guidati peraltro dall'esule fiorentino Piero Strozzi, non volendo accettare la caduta della Repubblica, si rifugiarono in Montalcino, creando la Repubblica di Siena riparata in Montalcino, mantenendo l'alleanza con la Francia, che continuò ad esercitare il proprio potere sulla parte meridionale del territorio della Repubblica, creando notevoli problemi alle truppe imperiali. Essa visse fino al 31 maggio del 1559 quando fu tradita dagli alleati francesi, che Siena aveva sempre sostenuto, che, concludendo la pace di Cateau-Cambrésis con l'imperatore Carlo V, cedettero di fatto la Repubblica ai Medici.
I Medici, a parte la breve parentesi di Ferdinando I che cercò di creare uno Stato organizzato, non furono capaci di dare una struttura stabile al Granducato, mantenendo pressoché inalterata la divisione tra il cosiddetto Stato Vecchio, cioè Firenze e lo Stato Nuovo, cioè Siena e la parte meridionale fino a Pitigliano, con leggi e balzelli differenti. Con la morte di Gian Gastone de' Medici (1737), che non ebbe figli, si concluse la dinastia dei Medici e il Granducato passò in mano agli Asburgo-Lorena che lo mantennero fino al 1799.

### Epoca contemporanea
Dopo il periodo napoleonico e i moti risorgimentali, Siena fu la prima città della Toscana, nel 1859, a votare a favore dell'annessione a Regno d'Italia.

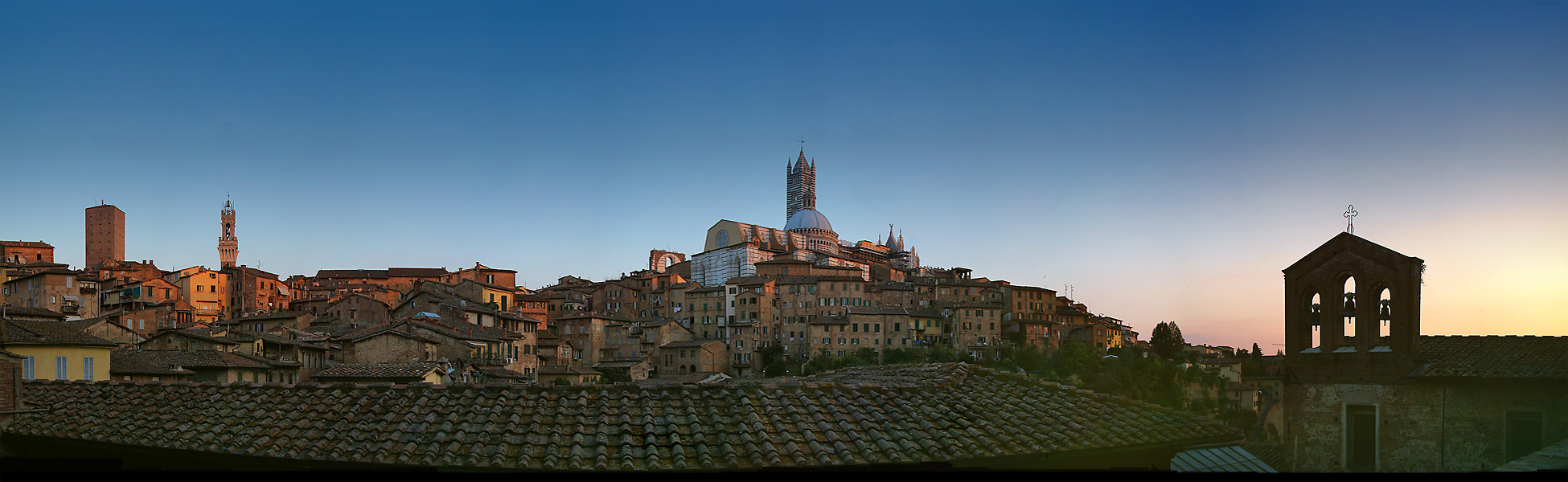
Il centro storico di Siena

### Simboli

#### Stemma
Lo stemma di Siena è detto "balzana". È uno scudo diviso in due porzioni orizzontali: quella superiore è argento, quella inferiore nera. Secondo la leggenda, starebbe a simboleggiare il fumo nero e bianco scaturito dalla pira augurale che i leggendari fondatori della città, Senio e Ascanio, figli di Remo, avrebbero acceso per ringraziare gli dei dopo la fondazione della città di Siena. Un'altra leggenda riporta che la balzana derivi dai colori dei cavalli, uno bianco e uno nero, che i due fratelli usarono nella fuga dallo zio Romolo che li voleva uccidere e con i quali giunsero a Siena.

#### Terzi

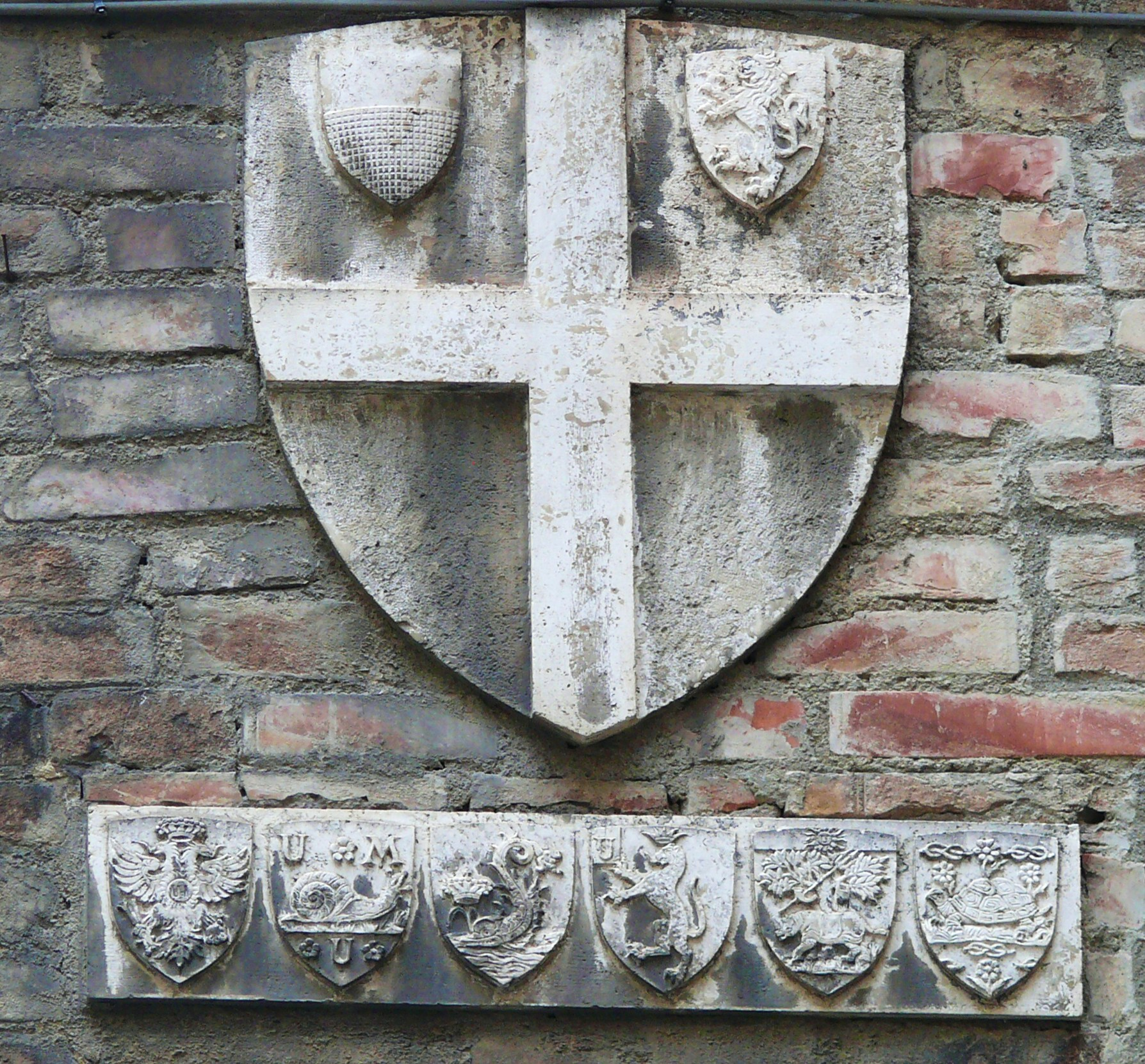
Stemma del Terzo di Città, icona in travertino in via dei Termini

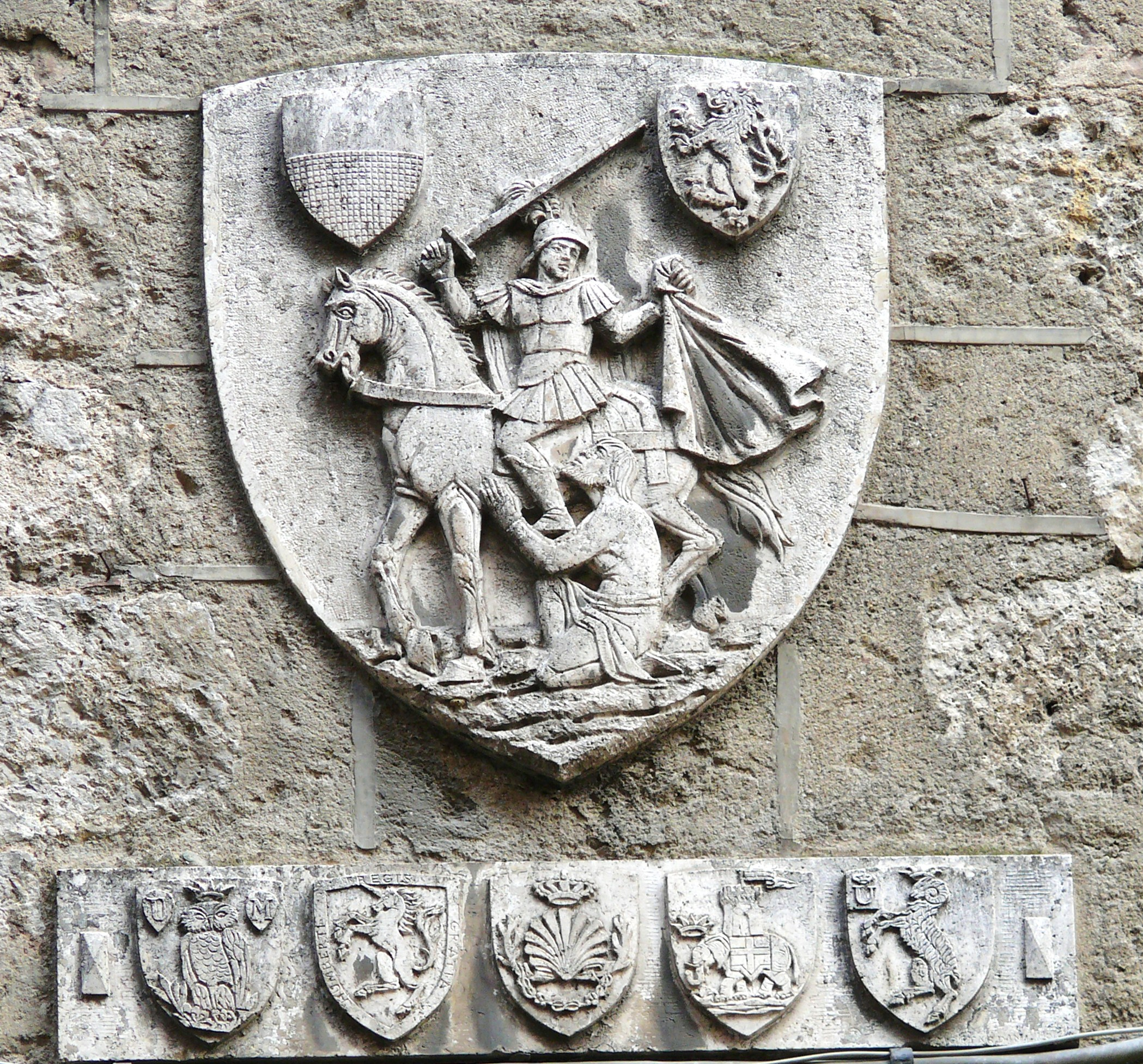
Stemma del Terzo di San Martino, icona in travertino in via dei Termini

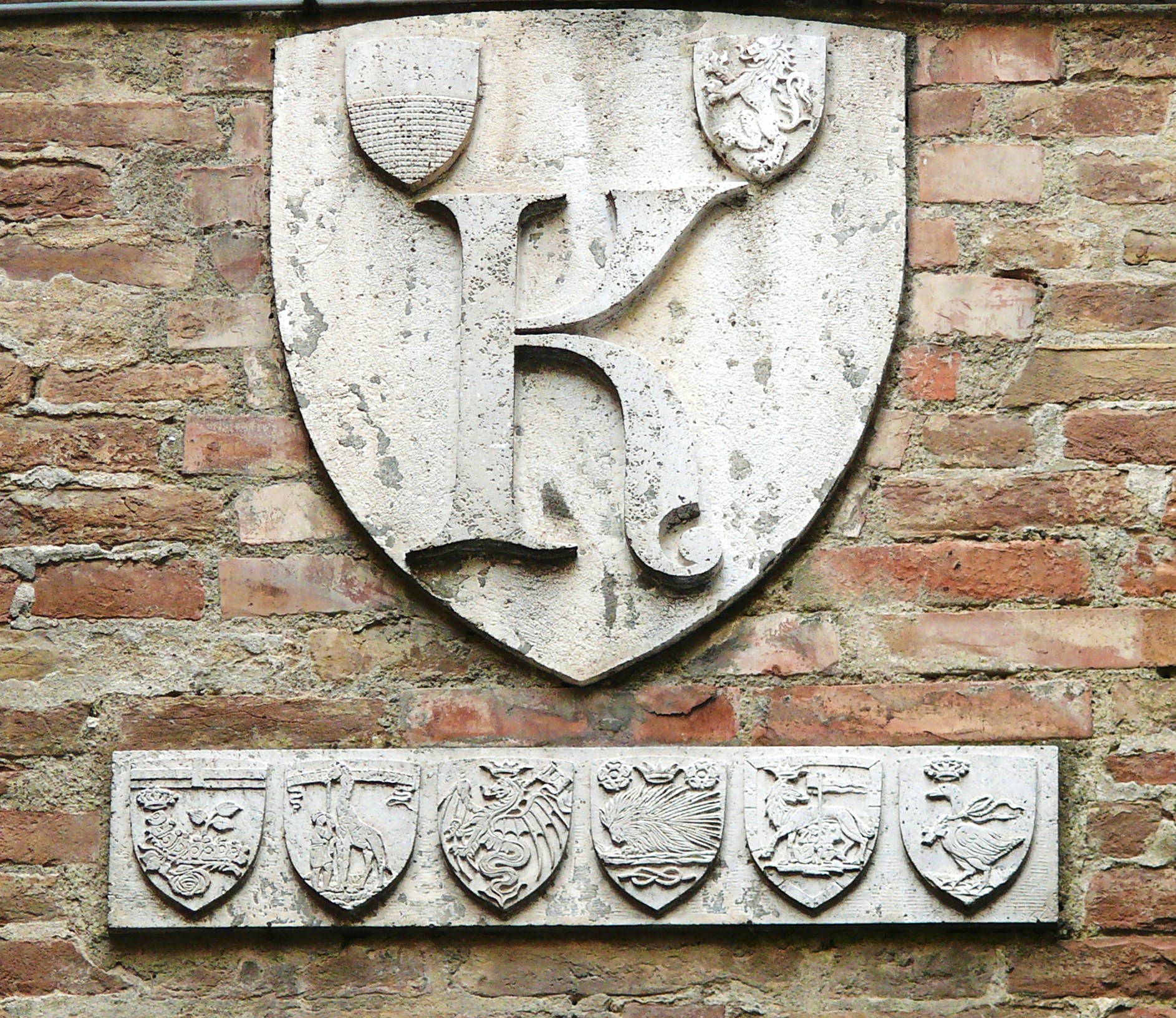
Stemma del Terzo di Camollia, icona in travertino in via dei Termini

Il territorio dentro le mura della città è suddiviso in terzi, un tempo utilizzati per l'amministrazione e l'organizzazione delle milizie cittadine, ciascuno dei quali ha il suo stemma. Tre icone in travertino in Via dei Termini, dove i terzi si incontrano per il vertice, li riproducono insieme agli emblemi delle contrade appartenenti a ciascuno.

## Monumenti e luoghi d'interesse

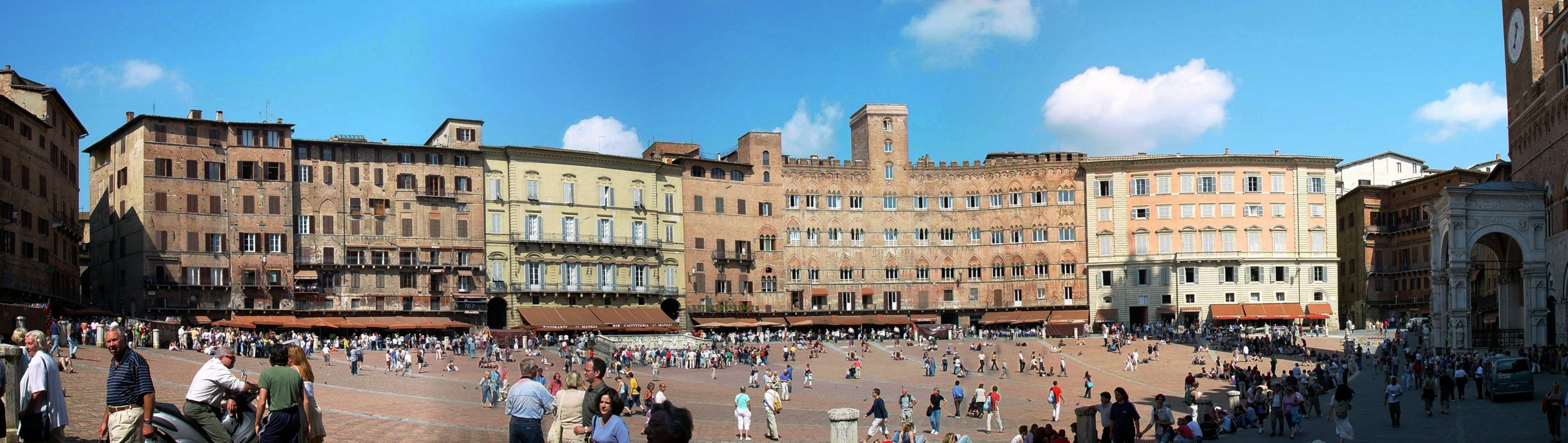
Piazza del Campo

### Architetture religiose

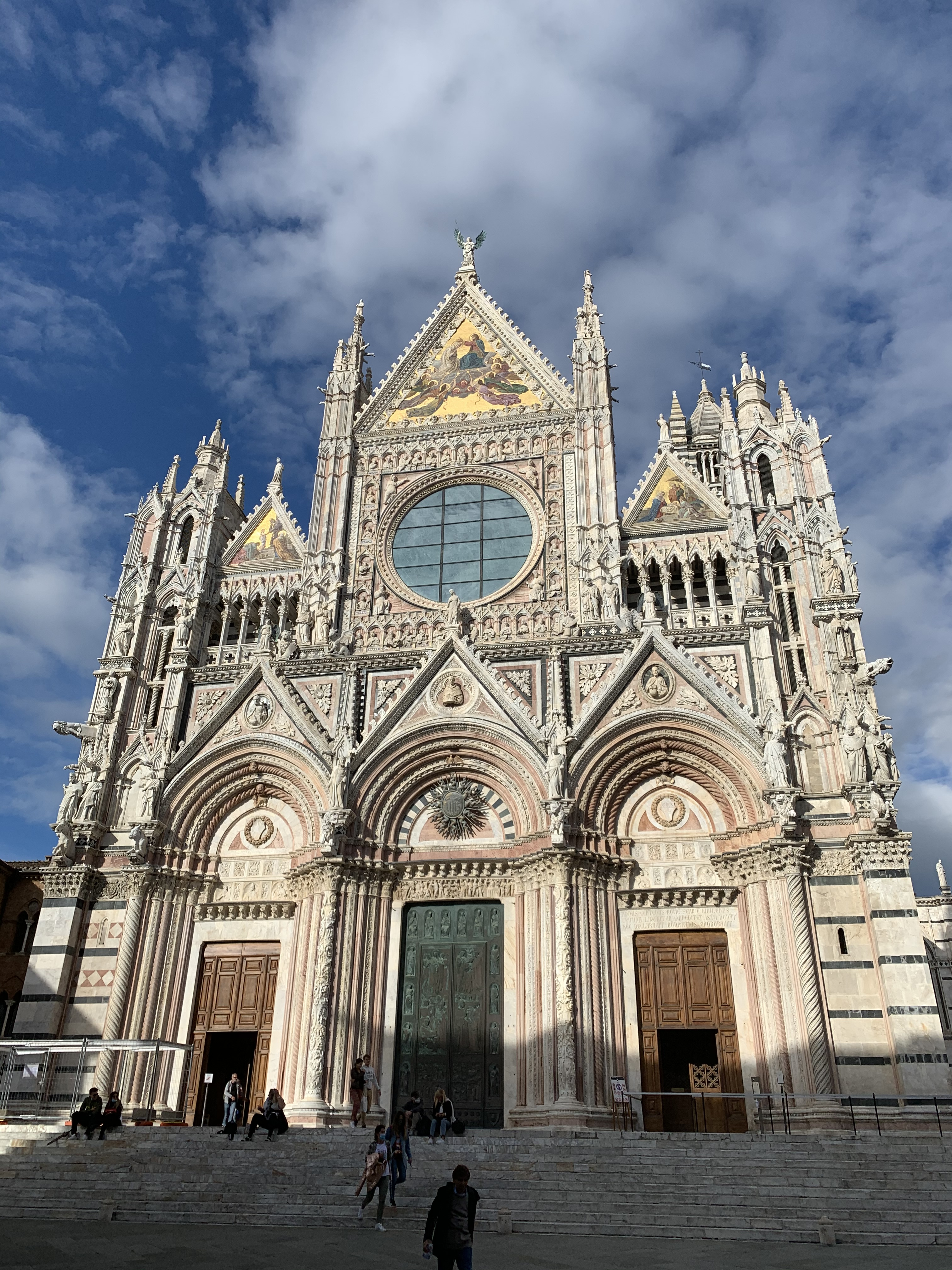
La facciata del Duomo

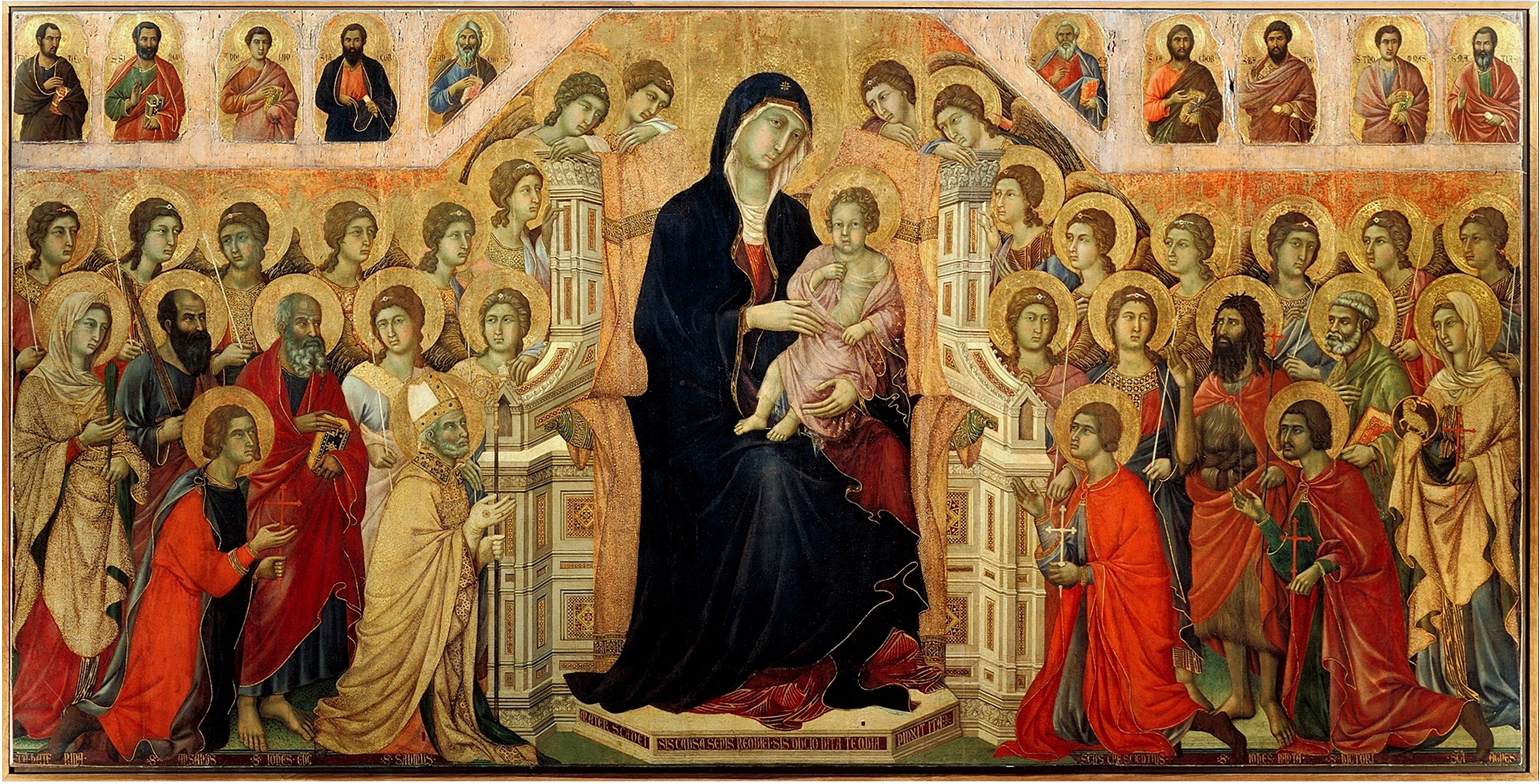
La Maestà di Duccio (1308-11) tempera su legno, 214 x 412 cm, Museo dell'Opera del Duomo

Siena e la basilica di San Domenico

Tra le chiese di Siena e i luoghi sacri più importanti si ricordano:
- Duomo di Siena
- Battistero di San Giovanni
- Chiesa della Santissima Annunziata in piazza del Duomo
- Basilica dell'Osservanza dedicata a San Bernardino
- Basilica di Santa Maria dei Servi
- Basilica di San Domenico
- Chiesa di San Francesco
- Chiesa di Santo Spirito
- Chiesa di Sant'Agostino
- Chiesa di San Giovannino della Staffa
- Oratorio di San Bernardino
- Santuario e casa di Santa Caterina
- Chiesa di Santa Maria di Provenzano
- Sinagoga
- Arcidiocesi di Siena-Colle di Val d'Elsa-Montalcino
- Camposanto della Misericordia di Siena
- Cimitero del Laterino (laico e religioso)

### Architetture civili
- Casa natale di Giovanni Dupré
- Ex Ospedale Psichiatrico di San Niccolò, sede universitaria, edificio attuale dal 1858 al 1873
- Palazzo Arcivescovile, 1718–1723
- Palazzo Bardi alla Postierla, già Castellare dei Forteguerri, XVI secolo
- Palazzo Bargagli, XVI ed XVIII secolo
- Palazzo Bambagini Galletti, 1840
- Palazzo Bianchi Bandinelli, XVIII secolo
- Palazzo Bisdomini, XIII secolo
- Palazzo Bichi Ruspoli, già Castellare dei Rossi, XVIII secolo
- Palazzo Borghesi alla Postierla, circa 1450–1513/1514
- Palazzo Brigidi, XIV secolo, ricostrutto nel XIX secolo

- Palazzo Bonsignore, XV secolo

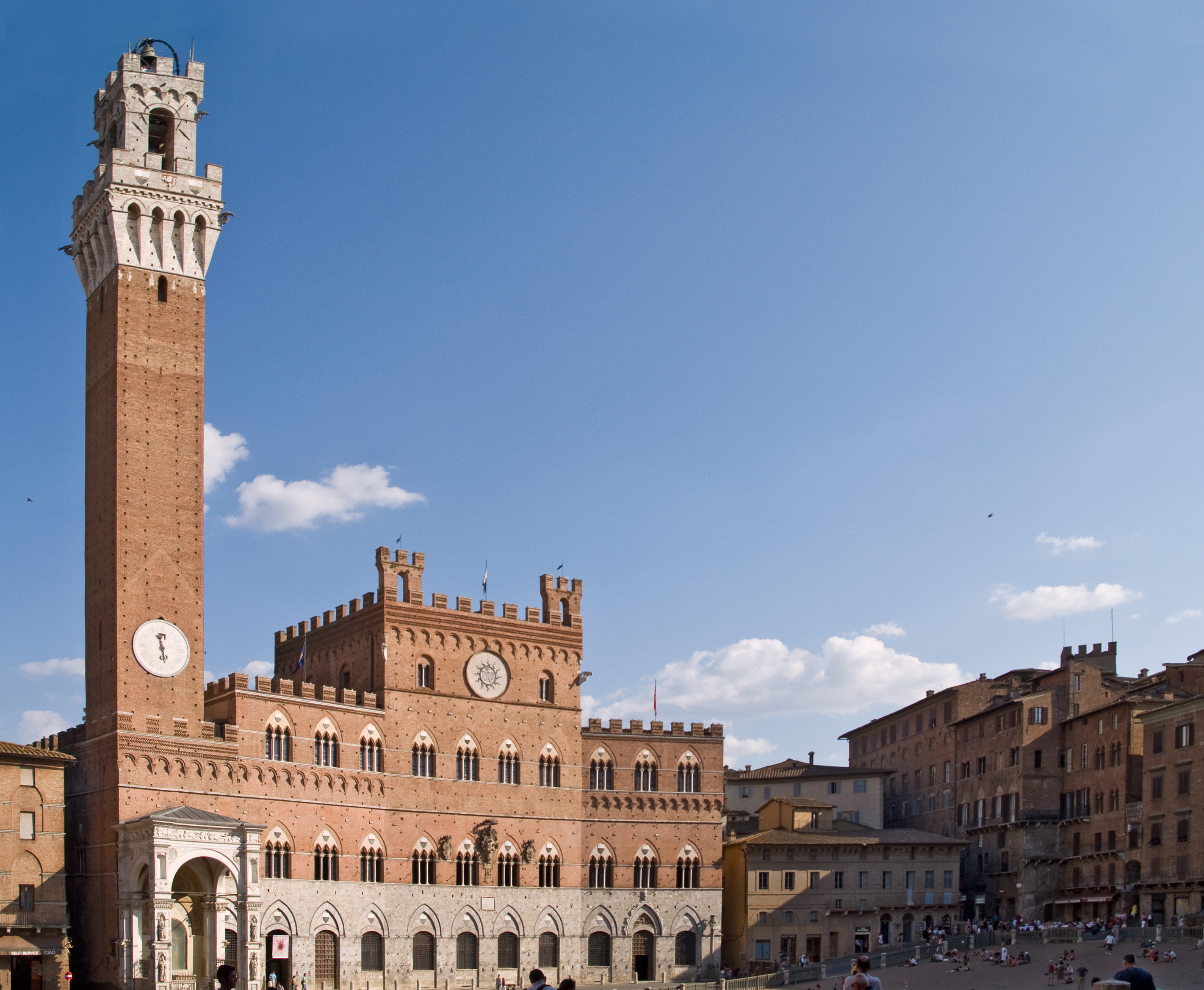
Il Palazzo Pubblico con la Torre del Mangia

- Palazzo Celsi Pollini o Palazzo del Vescovo, 1525
- Palazzo del Capitano, sede dell'Istituto di Matematica dell'Università, XIII secolo e 1854
- Palazzo Chigi Saracini, già Castellare dei Marescotti, XII e XVI secolo
- Palazzo Chigi alla Postierla, nucleo XII–XIII secolo
- Palazzo Cinughi de' Pazzi, XIV secolo
- Palazzo Comunale (Palazzo Pubblico), 1297–1310
- Palazzo de' Vecchi, dal VI secolo
- Palazzo dei Diavoli, XIV–XVI secolo
- Palazzo Fineschi Sergardi, XVI secolo
- Palazzo Luti, XIII secolo
- Palazzo Pannilini Zuccantini, 1550
- Palazzo Piccolomini, 1496
- Palazzo Reale, 1480–1594
- Palazzo Salimbeni, sede della Banca Monte dei Paschi, già Castellare dei Salimbeni, XIV secolo
- Palazzo San Galgano, sede del Dipartimento di Scienze Storiche e dei Beni Culturali, XV secolo
- Palazzo Sansedoni, sede della Fondazione Banca Monte dei Paschi, 1330
- Palazzo Sozzini Malavolti, XV ed XVIII secolo
- Palazzo Spannocchi, 1471 e 1880
- Palazzo Tantucci, 1548
- Palazzo Tolomei, XIII secolo
- Palazzo del Magnifico, 1508
- Palazzo Maccari, 1914–1919
- Palazzo della Banca d'Italia, 1984–1985
- Palazzo Patrizi, oggi locazione pubblica
- Palazzo Venturi Gallerani, XVII ed XVIII secolo
- Piazza del Campo
- Palazzo Comunale
- Torre del Mangia
- Cappella di Piazza
- Fonte Gaia

- Logge del Papa
- Logge della Mercanzia
- Fonte Nuova
- Fontebranda
- Fonte d'Ovile
- Bottini di Siena
- Convitto Tolomei
- Garage Fiat
- Centro ricerche Sclavo

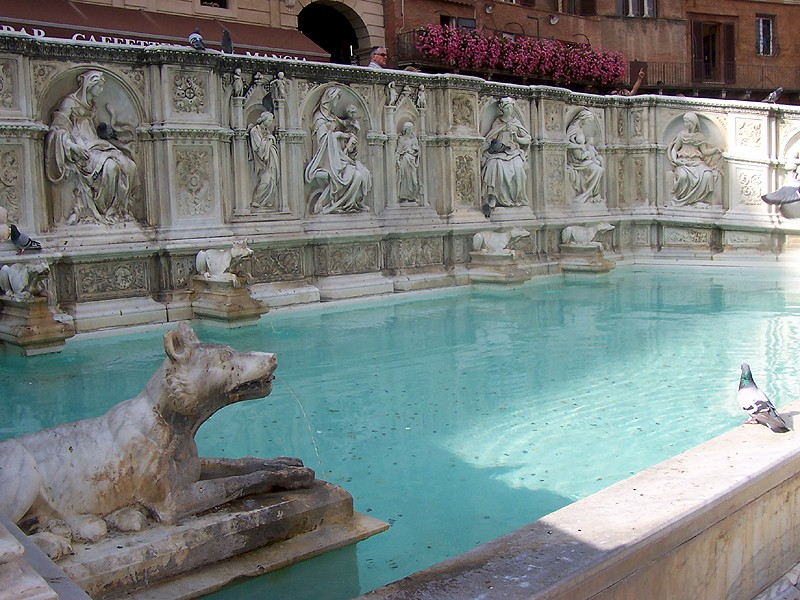
Fonte Gaia

- Centro direzionale della Banca Monte dei Paschi di Siena

### Ville

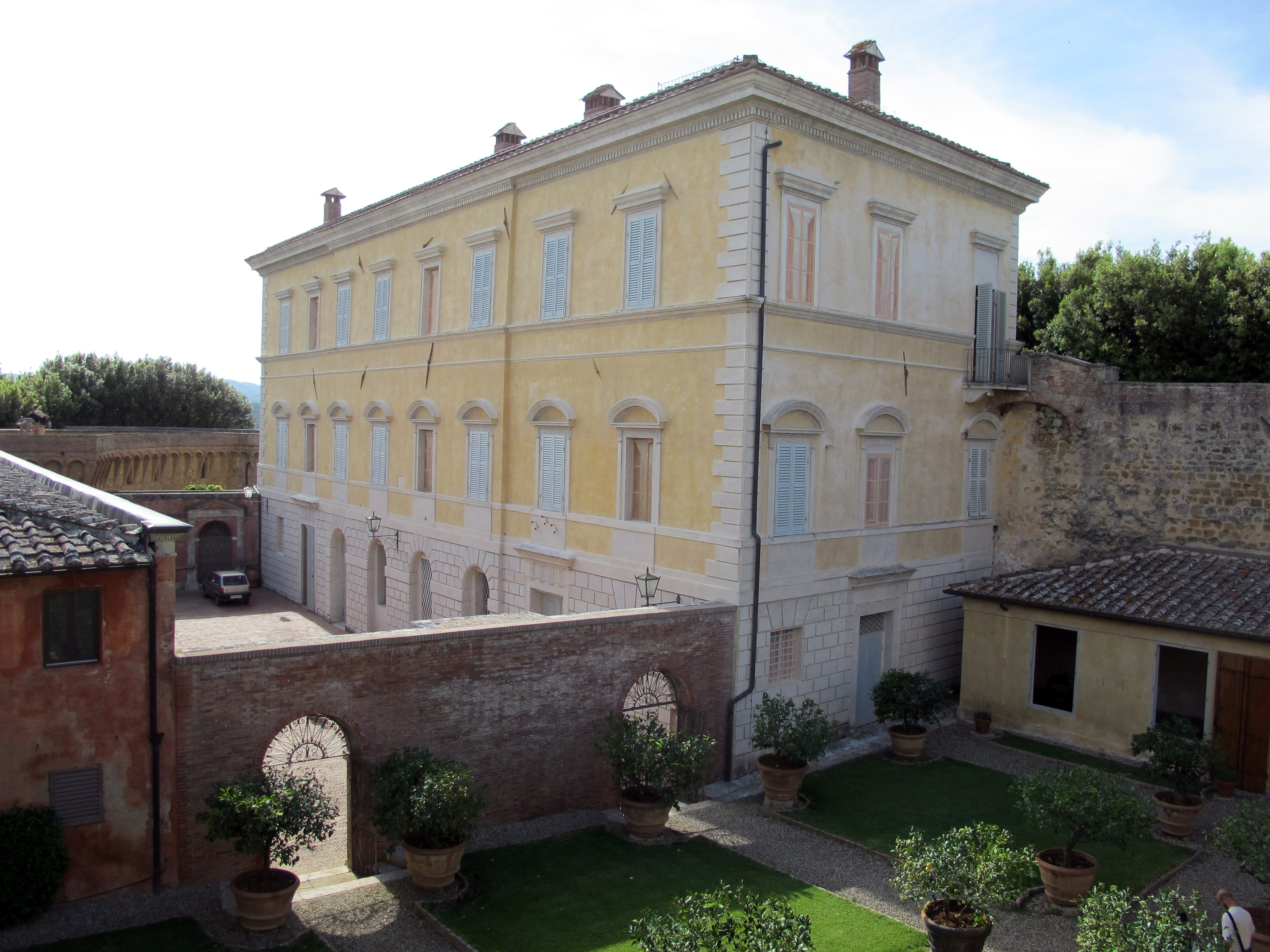
Castello di Belcaro

Ville nel territorio senese:
- Certosa di Maggiano
- Villa Chigi di Vicobello
- Villa Flora
- Villa Gori
- Villa il Pavone
- Villa L'Apparita
- Villa Montechiaro
- Villa Scacciapensieri
- Villa il Serraglio
- Villa Spannocchi
- Villa Le Volte

### Architetture militari
- Antiporto di Camollia
- Caserma Bandini
- Fortezza Medicea
- Mura di Siena
- Porta Romana
- Porta Pispini
- Porta Giustizia
- Porta Laterina
- Porta a Ovile
- Porta San Marco
- Porta Tufi
- Castello delle Quattro torra
- Castello di Belcaro

### Monumenti
- Colonna del Portogallo
- Monumento a Garibaldi

## Società

### Evoluzione demografica
Abitanti censiti

La popolazione presente risultava essere di 59 785 unità nel Censimento generale della popolazione del 2001, mentre i residenti erano 52 625. È quindi evidente la presenza di un numero consistente di persone abitanti all'interno del comune ma non residenti o difficilmente censibili. Si tratta presumibilmente dei numerosissimi studenti fuori sede che alloggiano nella città, ma anche dei molti dipendenti di alcune grandi aziende (come la banca Monte dei Paschi o l'Azienda Ospedaliera che hanno sede a Siena).
Visti i dati dei residenti del 2003 nella tabella in alto a destra, è inoltre in corso un lentissimo progresso della popolazione dopo anni di diminuzione. L'indice di vecchiaia era nel 2001 di 285,03 a fronte di una media provinciale di 222,55 e poneva Siena tra le città con gli indici più alti.
A causa dello spopolamento del centro storico, la popolazione di Siena negli ultimi trenta anni si è spostata nei comuni limitrofi (Asciano, Castelnuovo Berardenga, Monteriggioni, Monteroni d'Arbia, Sovicille) che segnano aumenti significativi di popolazione e indici di vecchiaia molto più bassi. Le nuove nascite avvengono in misura crescente in questi comuni.

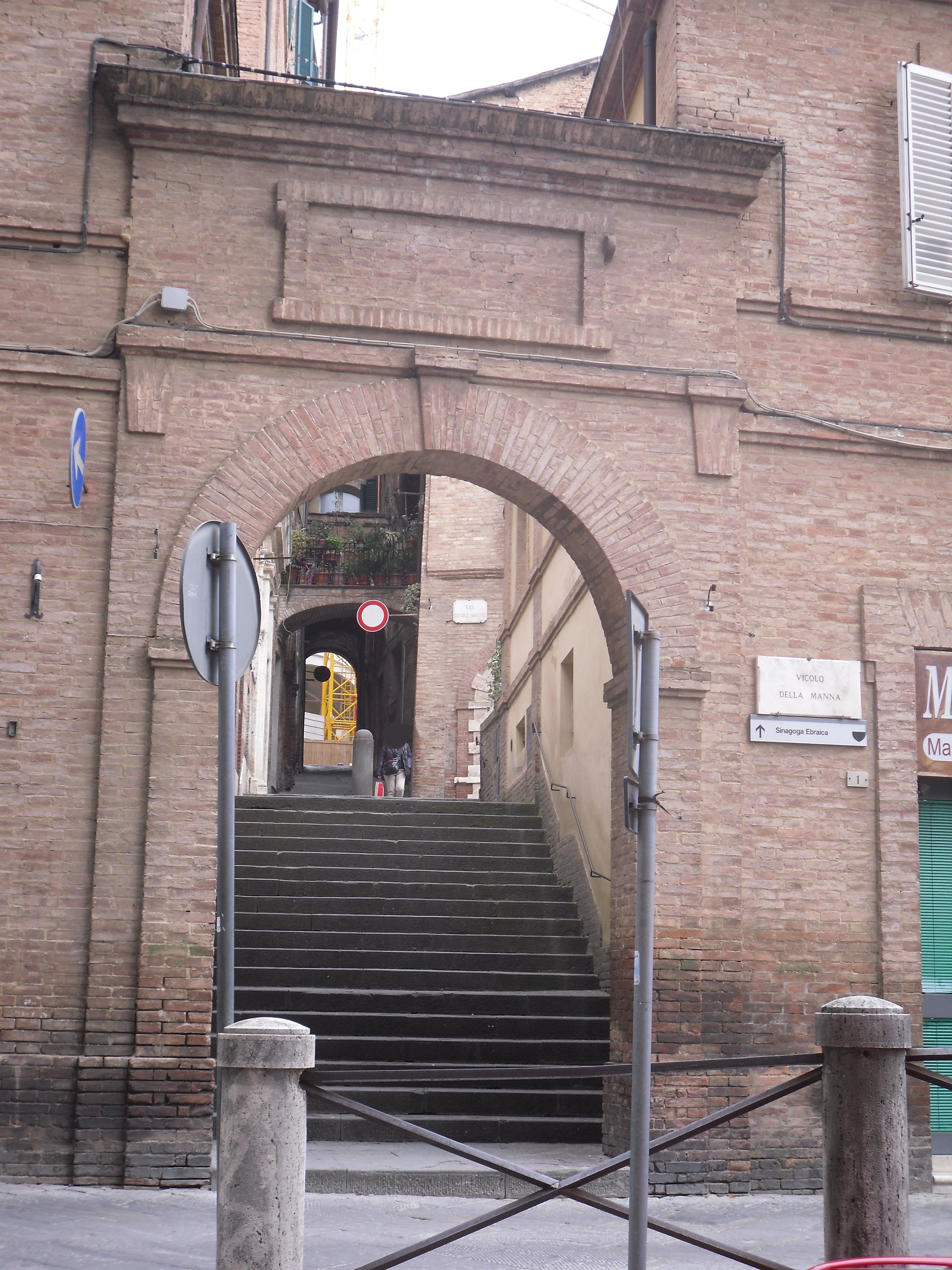
L'ingresso all'antico ghetto ebraico di Siena

### La comunità ebraica di Siena
La comunità ebraica di Siena è una delle più antiche della Toscana. La sua presenza è attestata in modo ininterrotto sin dal XIII secolo. Dal 1571 al 1859 venne costretta a risiedere nel ghetto alle spalle di piazza del Campo. Nel quartiere, riconoscibile nonostante gli sventramenti del 1935, sorge la Sinagoga di Siena, esempio di architettura neoclassica. Il cimitero ebraico in via Certosa è l'unico ad essere stato usato dalla comunità sin dalla sua fondazione.

### Etnie e minoranze straniere
Al 31 dicembre 2023 gli stranieri residenti nel comune erano 5 236, ovvero il 9,91% della popolazione. Di seguito sono riportati i gruppi più consistenti:
- Romania 700
- Albania 424
- Ucraina 356
- Pakistan 274
- Perù 257
- Cina 200
- Iran 189
- Kosovo 153
- Moldavia 151
- India 143

### Tradizioni e folclore

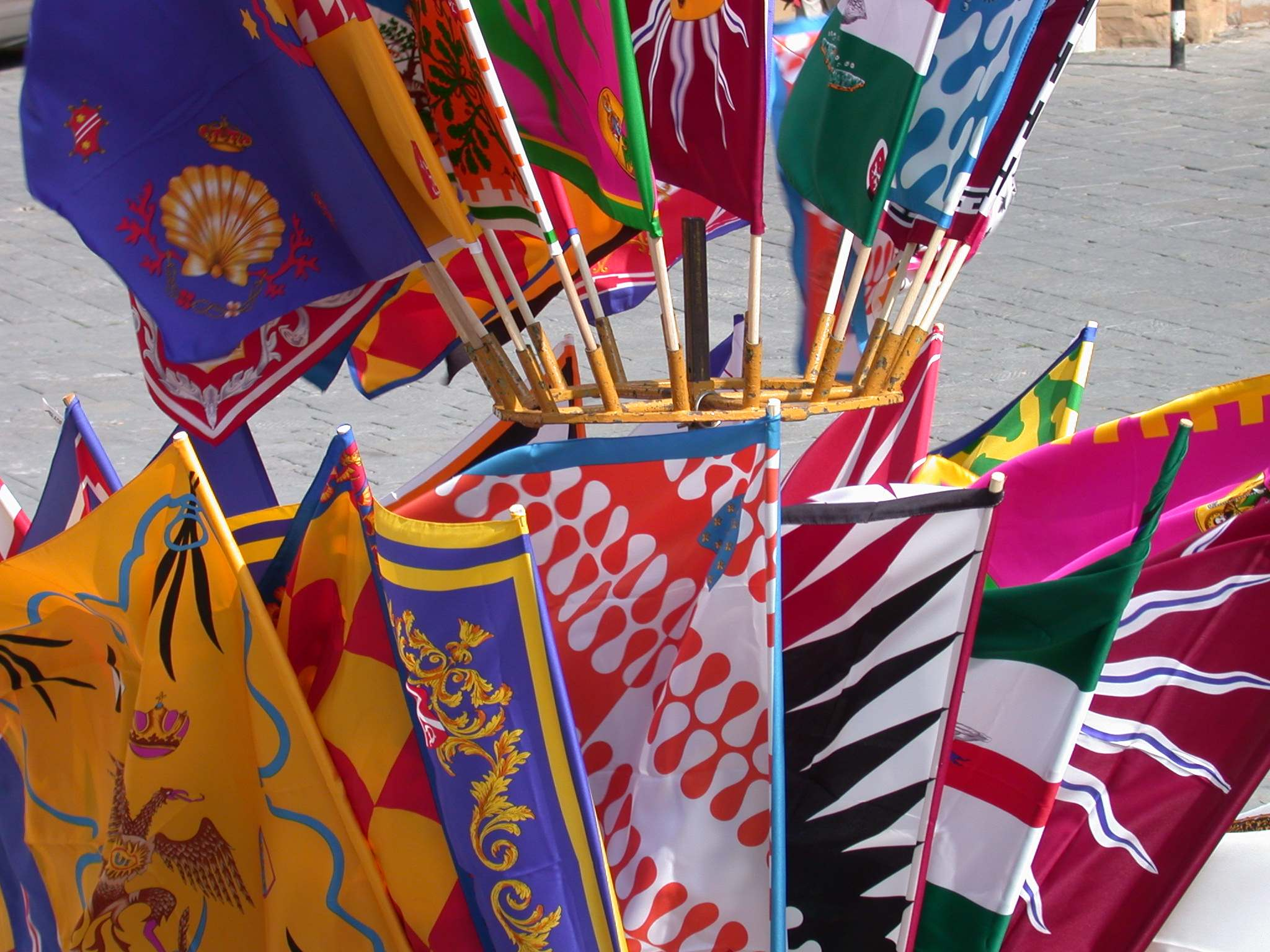
Bandierine delle contrade del Palio

Il 2 luglio e il 16 agosto a Siena, in Piazza del Campo, si svolge il tradizionale Palio, una corsa di cavalli montati a pelo (senza sella) tra le diverse contrade di Siena che monopolizza l'attenzione della città per diversi giorni; questo è dato dal fatto che il Palio non è esclusivamente una manifestazione storica o la rivisitazione di un'antica giostra medievale, ma è l'espressione dell'antichissima e radicata tradizione senese. Il Palio è ben lontano dall'essere una manifestazione che si possa gabellare in "quattro giorni", ma è il frutto di un'accurata e oculata organizzazione da parte delle contrade cittadine, che conducono un'intensa vita sociale e associativa durante tutto l'arco dell'anno. Vi sono in tutto diciassette contrade (Aquila, Bruco, Chiocciola, Civetta, Drago, Giraffa, Istrice, Leocorno, Lupa, Nicchio, Oca, Onda, Pantera, Selva, Tartuca, Torre e Valdimontone) dieci delle quali partecipano al Palio; ad ogni corsa correranno obbligatoriamente le sette contrade che non hanno preso parte alla corsa l'anno precedente e saranno estratte a sorte tre delle dieci contrade che già avevano corso la carriera un anno prima così che i rioni che possano prendere parte alla manifestazione siano sempre e comunque dieci. Le estrazioni avvengono circa un mese prima del palio (l'estrazione a sorte per il Palio di agosto solitamente avviene la domenica successiva al Palio di luglio).

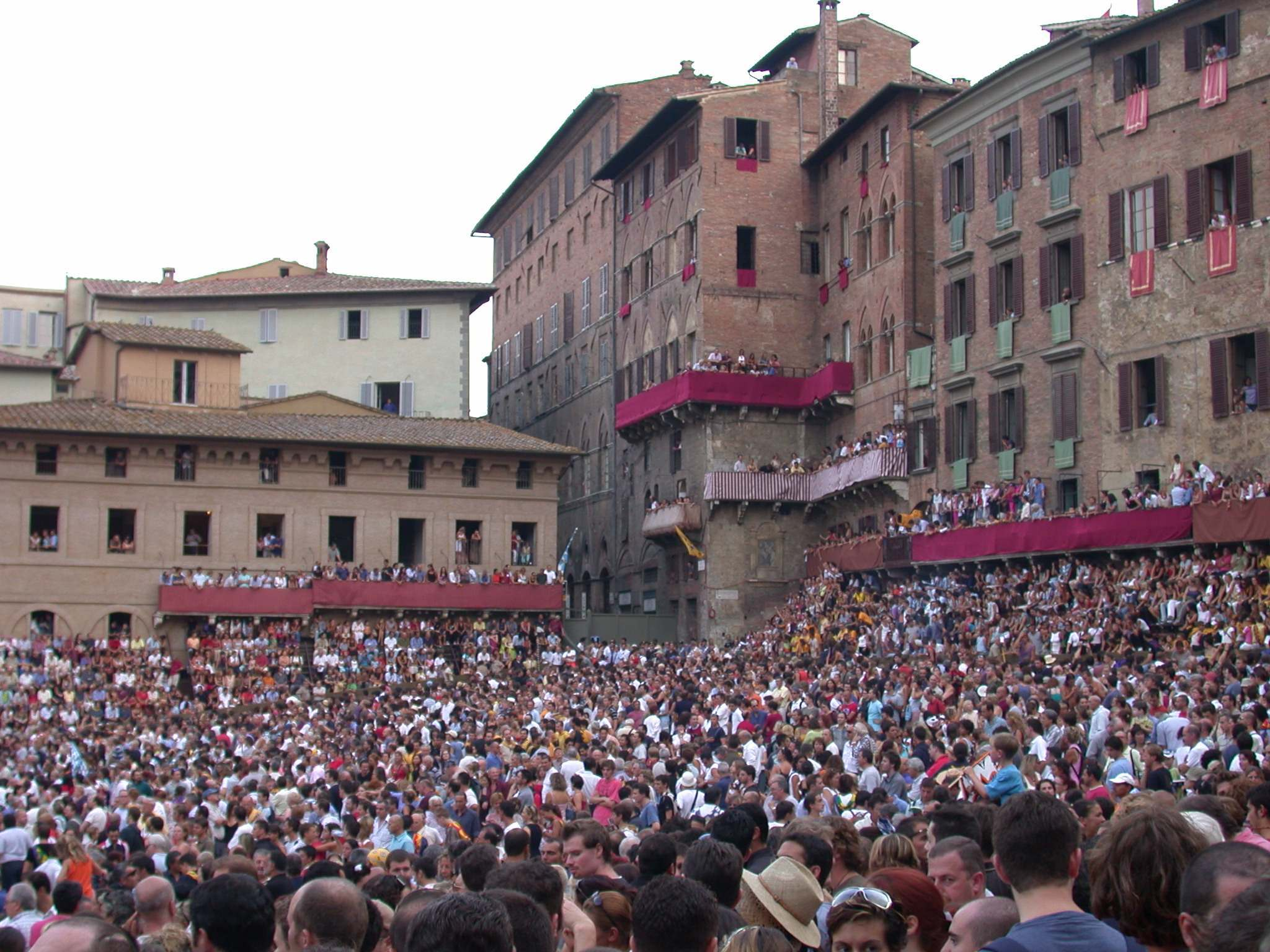
Piazza del Campo durante il Palio

Il Palio richiama anche molti turisti ed è seguito in diretta da molte televisioni.
Collegata al Palio è una viva polemica da parte delle associazioni di animalisti che ritengono la corsa estremamente rischiosa per la vita dei cavalli. Anche a causa di queste pressioni dell'opinione pubblica, negli ultimi anni il Comune ha moltiplicato gli sforzi per garantire un alto livello di sicurezza e di supporto veterinario.
A Siena comunque il cavallo è tenuto in grande cura e allenato per tutto l'anno e particolarmente durante le 96 ore del Palio, visto che esso è l'unico in grado di portare il "cencio" (il riconoscimento della vittoria) nella contrada: è il cavallo che rappresenta la contrada tramite la spennacchiera (la coccarda con i colori della contrada posta sulla fronte dell'animale) e non il fantino. È il cavallo che vince il Palio anche "scosso" (cioè senza il proprio fantino). Nel comune di Radicondoli esiste anche un pensionato per tutti i cavalli da Palio che non possono più correre per infortuni o per anzianità.
Per far comprendere la venerazione dei senesi per questo animale: non si dimentica il nome di un solo cavallo che abbia partecipato alla corsa e ai più vittoriosi si dedicano tombe dove i contradaioli possono rendere gli onori a questi corridori scomparsi (ad esempio, le tombe di Brandano e Panezio, mitici cavalli della seconda metà del XX secolo).

### Istituzioni, enti e associazioni
In modo simile alle altre città toscane, il volontariato a Siena si esplica in due principali associazioni di assistenza: l'Arciconfraternita della Misericordia e la Pubblica Assistenza. Le due associazioni forniscono servizi di ambulanza e pronto intervento e danno sostegno e si coordinano con la Protezione Civile quando necessario. Esiste inoltre un largo numero di altre associazioni e iniziative per le attività più diverse: assistenza ai malati, inserimento degli immigrati, sostegno ai diversamente abili.

## Cultura

### Istruzione
Gli Istituti scolastici sono tutti intitolati a personaggi storici legati alla città o, nel caso di Galileo, riconosciuti quali patrimonio nazionale. Si ricordano l'Istituto di Tito Sarrocchi, l'ISS Sallustio Bandini, l'Istituto Superiore di Studi Musicali Rinaldo Franci, il Liceo Artistico Statale Duccio di Buoninsegna, il Liceo scientifico Statale e il Liceo scientifico sportivo intitolati a Galileo Galilei, l'Istituto di Istruzione superiore Enea Silvio Piccolomini, Saena Iulia, Scuola di lingua e cultura italiana.

### Biblioteche
- Biblioteca comunale degli Intronati
- Accademia degli Intronati

### Università
- Università degli Studi di Siena
- Università per stranieri
- Accademia dei Fisiocritici
- Università Popolare senese

### Musei
Musei statali
- Pinacoteca nazionale
- Museo archeologico nazionale di Siena
- Museo delle tavolette di Biccherna presso l'Archivio di Stato

Musei comunali
- Palazzo Pubblico contenente anche il museo civico
- Ospedale di Santa Maria della Scala

Musei diocesani
- Museo dell'Opera del Duomo
- Museo diocesano
- Museo d'arte sacra[20]
- Museo di Santa Maria della Scala[21]

Musei universitari
- Orto botanico di Siena
- Herbarium
- Museo storico dell'Università degli Studi di Siena
- Museo anatomico[22]
- Museo botanico
- Museo di scienze della terra
- Museo di strumenteria anatomica
- Collezione di archeologia e arte
- Collezione strumenti di fisica
- Osservatorio astronomico
- Il “villaggio manicomiale” San Niccolò
- Patrimonio storico scientifico diffuso a San Miniato
- Gli antichi Istituti della facoltà medica al Laterino

Altri musei
- Museo di Storia Naturale dell'Accademia dei Fisiocritici
- Museo della Contrada del Leocorno
- Museo della contrada di Valdimontone
- Museo della Società di Esecutori di Pie Disposizioni
- Museo Bologna-Buonsignori
- Palazzo delle Papesse (è stato centro per l'arte contemporanea dal 1998 al 2008)
- Museo nazionale dell'Antartide Felice Ippolito
- Stanze della Memoria
- Museo di scienze della Terra
- Casa museo palazzo Chigi Zondadari[23]
- Museo della tortura
- Museo dell'acqua
- Museo di San Donato
- Museo d'inverno
- Collezione strumenti musicali dell' accademia  Chigiana[24]
- Galleria Chigi-Saracini
- Museo Aurelio Castelli
- Museo Siena Calcio[25]

### Archivi
- Archivio di Stato
- Istituto Storico della Resistenza Senese e dell’Età Contemporanea (ISRSEC)
- Archivio Storico del Movimento Operaio Democratico Senese

### Arte
- Siena Art Institute

### Musica
- Accademia Musicale Chigiana
- Istituto Superiore di Studi Musicali Rinaldo Franci
- Siena Jazz – Accademia Nazionale del Jazz

### Teatro
- Teatro dei Rinnovati
- Teatro dei Rozzi
- Centro Culture Contemporanee Corte dei Miracoli
- Piccolo Teatro in Palazzo Sergardi (chiuso)
- Teatro del Costone

#### Cinema
Lista dei maggiori film che hanno avuto Siena come set
- Palio (1932) di Alessandro Blasetti
- Pia de' Tolomei (1941) di Esodo Pratelli
- Il Principe delle volpi (1949) di Henry King
- Incantesimo tragico (1951) di Mario Sequi
- Giulietta e Romeo (1954) di Renato Castellani
- La ragazza del Palio (1957) di Luigi Zampa
- Io Caterina (1957) di Oreste Palella
- Pia de' Tolomei (1958) di Sergio Grieco
- Lo Spadaccino di Siena (noto anche col titolo La Congiura dei Dieci) (1962) di Baccio Bandini ed Étienne Périer
- Una cavalla tutta nuda (1972) di Franco Rossetti
- Quel movimento che mi piace tanto (1976) di Franco Rossetti
- Bonnie e Clyde all'italiana (1983) di Steno
- Il burbero (1986) di Franco Castellano e Giuseppe Moccia (Castellano e Pipolo)
- L'aria serena dell'ovest (1989) di Silvio Soldini
- Al lupo al lupo (1992) di Carlo Verdone
- Con gli occhi chiusi (1994) di Francesca Archibugi
- Il paziente inglese (1996) di Anthony Minghella
- Un tè con Mussolini (1999) di Franco Zeffirelli
- C'era un cinese in coma (2000) di Carlo Verdone
- Piazza delle Cinque Lune (2003) di Renzo Martinelli
- The Last Victory (2004) di John Appel (documentario)
- Decameron Pie - Non si assaggia... si morde! (2007) di David Leland
- Quantum of Solace (2008) di Marc Forster: durante il Palio di agosto del 2007, 14 telecamere hanno ripreso la manifestazione per le scene del film di James Bond[26]. La città è stata nuovamente il set del film ad aprile del 2008, durante il quale si sono svolte delle riprese sopra i tetti di alcune abitazioni del centro senese per una delle scene di azione del film, uscito nelle sale di tutto il mondo a novembre del 2008, in cui James Bond è intento a inseguire un suo nemico durante il Palio. Le riprese sui tetti, a cui lo stesso Daniel Craig (James Bond) ha partecipato, sono state effettuate utilizzando quattro cable-cam, in modo tale da rendere più dinamica l'azione del film. Sono state effettuate inoltre nel mese di maggio del 2008 altri ciak del film nel centro storico senese in cui sono stati ricreati i momenti del Palio.
- Letters to Juliet (2010) di Gary Winick
- La città ideale (2012) di Luigi Lo Cascio

Elenco delle produzioni televisive che hanno avuto ambientazione a Siena
- Venti di guerra, miniserie televisiva del 1983. Alcune scene della prima puntata sono ambientate a Siena durante un Palio.
- Come stanno bene insieme, fiction televisiva del 1989 in 3 puntate, la prima delle quali ambientata a Siena.
- Questa casa non è un albergo, serie televisiva del 2000 ambientata a Siena.
- Passione, serie televisiva brasiliana del 2010 con molte ambientazioni a Siena e provincia.

### Letteratura
L'illustratore francese Dominique Rousseau (nato a Parigi nel 1954) creò la serie Vasco nel 1978 con i disegni di Gilles Chaillet per Le Journal de Tintin. Vasco Baglioni è un giovane senese che, su richiesta dello zio, il ricco banchiere Tolomeo Tolomei di Siena, va a risolvere i conflitti in Europa e nel vicino e lontano Oriente, laddove lo conducono gli interessi di famiglia, in un mondo medievale in cui le banche e i banchieri detengono il potere. Nelle sue avventure Vasco incontra personaggi realmente esistiti come il doge di Venezia Marino Faliero, Cola di Rienzo, il papa Clemente VI, il re di Francia Giovanni II e molti altri. La serie è stata ristampata a partire dal n. 5 del 2013 dal settimanale a fumetti Skorpio.

### Cucina
Siena ha una lunga tradizione culinaria, dovuta forse anche alla ricchezza del periodo medievale e alla presenza di numerose osterie e punti di ospitalità lungo la via Francigena.
Negli ultimi decenni c'è stata anche una ricerca di antichi piatti medievali, come in molte zone dell'Italia centrale.
Tra le specialità più conosciute:
- i crostini di milza, fatti con milza di vitello, fegatini di pollo, capperi, vino e acciuga,
- i pici, una specie di grossi spaghetti fatti a mano, originari più precisamente della zona della Val d'Orcia e della Val di Chiana, analoghi ad altre specialità umbre e dell'alto Lazio come gli "strangozzi", gli "umbricelli" o gli "strozzapreti" e di solito conditi con sugo di carne o "all'aglione"
- la ribollita (a Siena chiamata preferibilmente zuppa di fagioli), una zuppa di verdure e fagioli servita su fette di pane bruschettato e agliato, il cui ingrediente "principe" è l'invernale cavolo nero, chiamata così perché se riscaldata più volte dopo la cottura migliora il suo sapore
- l'acquacotta, una zuppa con abbondante uso di odori, completata da pane abbrustolito, uova, funghi, spinaci, formaggio...
- la panzanella, che nella versione senese prevede semplicemente pane raffermo bagnato, basilico, pomodoro e cipolla (al massimo l'aggiunta di un poco di sedano).
- gli arrosti misti, che tipicamente includono salsicce, "costoleccio" di maiale, lombo di vitello o di manzo
- i fagioli all'uccelletto, con fagioli stufati, passata di pomodoro e salsicce in umido (che hanno nel tempo sostituito, appunto, gli uccelletti)
- i fagioli al fiasco, cotti nella brace dentro a un fiasco da vino
- le chiocciole alla senese, cucinate in abbondante salsa di pomodoro e vino, in un soffritto di cipolla, rigatino aglio e dragoncello
- i fegatelli, ovvero fegato di suino tagliato a pezzi e avvolto nella ratta con l'aggiunta di semi di finocchio, sale e pepe
- insaccati come il buristo, la soprassata, la finocchiona, il capocollo (o finocchiata) e il rigatino.
- la cacciagione, che include tutte le specie locali (principalmente cinghiale, lepre e fagiano), sia in umido che alla griglia
- la scottiglia, carne di ogni tipo (maiale, pollo, manzo...) cucinati con pomodoro, vino, peperoncino e farina
- il pinzimonio con verdure crude.
- i dolci tipici, tra i quali il celebre Panforte (Panforte nero o Panpepato, Panforte al cioccolato, Panforte bianco, Panforte fiorito), i Ricciarelli, le copate, i cavallucci e i berricuocoli.
- gli altri dolci delle feste: le frittelle di riso di San Giuseppe (senza uovo, a differenza delle ricette di altre città umbre e toscane), il corollo e la schiacciata di Pasqua, il pan co' santi, il migliaccio.
- la zuppa inglese o zuppa del duca. Tra le leggende sulla nascita di questo dolce, tra le poche notizie giunte sino a noi, c'è quella che almeno una delle sue varianti sia nata a Siena nel 1552 in occasione della visita del duca Ippolito da Correggio[28], inviato a Siena da Cosimo I de' Medici con l'intento di mitigare i rapporti tra i senesi e gli spagnoli. Il suo nome sarebbe stato, appunto, "Zuppa del Duca"[29][30].
- I vini prodotti in tutta la provincia e celebrati in tutto il mondo: Chianti (anche con l'indicazione della sottozona Chianti Colli Senesi), Chianti Classico, Vino Nobile di Montepulciano, Brunello di Montalcino e Vernaccia di San Gimignano, che fanno di Siena la provincia italiana più ricca di DOCG[31]; inoltre si producono diverse DOC tra le quali Moscadello di Montalcino, Sant'Antimo, Orcia e Val d'Arbia.

Numerose iniziative ricorrenti nel territorio della provincia consentono un approccio diretto con le specialità della tradizione culinaria locale. In tal senso sono significative, per originalità, le serate gastronomiche allestite ogni anno nel periodo estivo da alcune Contrade (gli esempi più rilevanti sono la Fiera Gastronomica alla "Pania", della Contrada del Nicchio, tra luglio e agosto; il "Bao Bello Chef", in programma a metà luglio nella Contrada del Bruco; la "Settimana Gastronomica" organizzata dalla Contrada della Tartuca a metà giugno; il "Mangiaebevi" che gli fa seguito nella Contrada della Torre; la "Sagra del Braciere", a fine agosto nella Contrada della Selva); le sagre organizzate in alcuni piccoli comuni ("Sagra del Fungo", in settembre a Pievescola; "mostra del Tartufo bianco", a novembre nelle Crete Senesi; "Festa delle Castagne", ancora in una contrada – la Selva – in novembre); alcune iniziative che hanno per protagonisti i cuochi dei ristoranti ("Girogustando", in febbraio e marzo a Siena e in provincia).

### Eventi
- Seminari estivi - International Summer Workshop sono organizzati dall'Associazione Siena Jazz. Nel 2024 si è tenuta la 54ª edizione[32]. Nello stesso anno è scomparso il suo fondatore e direttore artistico Franco Caroni[33][34].
- Visionaria, Film festival internazionale di cortometraggi, cinema indipendente e nuove tecnologie audiovisive, ha tenuto la sua prima edizione nel 1991. Fino al 2004 si è tenuto a Siena, nel 2005 e 2006 si è tenuto a Siena e a Piombino. Dal 2007 al 2013 ha avuto luogo a Piombino. Successivamente, nel 2015 a Castelnuovo Berardenga e dal 2016 al 2018 a San Gimignano. Dal 2019 l'associazione si è dedicata principalmente ad eventi cinematografici con la rassegna di "Fuori Fuoco", ospitando registi, attori e produttori indipendenti.
- Settimana nazionale dell'olio presso l'Enoteca Italiana di Siena e in altre città italiane. La XII edizione, l'ultima, ha avuto luogo nel 2008[35].
- Settimana dei vini presso l'Enoteca Italiana. L'ultima edizione, la 45ª, ha avuto luogo nel 2011[36].
- Terra di Siena Film Festival dedicato a cinema indipendente e anteprime del grande cinema. Prima edizione 1995. Le edizioni 1996-2000 sono state dirette da Giovanni Bogani, le edizioni 2001-2002 da Stefania Casini, le edizioni 2003-2006 da Carlo Verdone.
- Festival Contemporaneamente Barocco, dedicato all'arte barocca in tutte le sue forme, prevede incontri, seminari, concerti, mostre e attività didattiche. L'ultima edizione si è tenuta nel mese di ottobre 2011[37].
- Hai visto mai?[38], Festa del documentario ideata e diretta da Luca Zingaretti. Nata nel 2006, fino al 2012 si è tenuta a Siena, successivamente si è spostata prima a Cortona e poi a Pesaro cambiando il nome in Pesaro Doc Festival "Hai visto mai?". L'ultima edizione si è tenuta nel 2018.
- Voci di Fonte, festival teatrale. Nato nel 2003, ubicato in prossimità delle fonti medioevali e rinascimentali, ha ospitato artisti di livello internazionale e promosso la ricerca sulla scrittura di scena. L'ultima edizione ha avuto luogo nel giugno 2011[39].

## Geografia antropica

### Quartieri
- Marciano
- Petriccio
- San Miniato
- Vico Alto

### Frazioni
Il comune di Siena riconosce al proprio interno due frazioni maggiori:
- Isola d'Arbia (177 m s.l.m., 1 060 abitanti)[40]
- Taverne d'Arbia (185 m s.l.m., 2 416 abitanti)[40]

### Altre località del territorio
Numerosi sono inoltre i piccoli borghi e le località nella campagna che vertono intorno alla città di Siena, molti dei quali di antica origine in quanto ex comuni o comunelli di età medievale.
- Abbadia (238 m s.l.m., 236 ab.)
- Agazzara (271 m s.l.m., 76 ab.)
- Agostoli (337 m s.l.m., 25 ab.)
- Ascarello (300 m s.l.m., 83 ab.)
- Bolgione (270 m s.l.m., 134 ab.)
- Bucciano (238 m s.l.m., 53 ab.)
- Casa Vannini (250 m s.l.m., 41 ab.)
- Casciano (321 m s.l.m., 22 ab.)
- Casone (255 m s.l.m., 74 ab.)
- Castagno (342 m s.l.m., 25 ab.)
- Certano (303 m s.l.m.)
- Colle Malamerenda (233 m s.l.m., 76 ab.)
- Colombaiolo (324 m s.l.m., 12 ab.)
- Colonia Santa Regina (278 m s.l.m., 35 ab.)
- Convento Vecchio (308 m s.l.m., 32 ab.)
- Costafabbri (262 m s.l.m.)
- Costalpino (270 m s.l.m.)
- Doglia (258 m s.l.m., 30 ab.)
- Ellera (302 m s.l.m.)
- Ferraiolo (287 m s.l.m.)
- Ferratore (225 m s.l.m., 43 ab.)
- Ficareto (341 m s.l.m., 141 ab.)
- Fogliano (239 m s.l.m., 66 ab.)
- Fornacelle (312 m s.l.m., 61 ab.)
- Ginestreto (248 m s.l.m., 43 ab.)
- Il Piano (200 m s.l.m., 235 ab.)
- La Bicocca (262 m s.l.m., 67 ab.)
- La Pergola (298 m s.l.m.)
- Lecceto (338 m s.l.m., 19 ab.)
- Leccio (258 m s.l.m., 27 ab.)
- Le Coste (284 m s.l.m., 82 ab.)
- Le Querce (320 m s.l.m., 21 ab.)
- Le Ropole (211 m s.l.m.)
- Le Scotte (319 m s.l.m., 47 ab.)
- Le Tolfe (322 m s.l.m., 35 ab.)
- Marciano (350 m s.l.m.)
- Monastero Basso (270 m s.l.m.)
- Montalbuccio (356 m s.l.m.)
- Montechiaro (280 m s.l.m., 27 ab.)
- Monteliscai (290 m s.l.m., 60 ab.)
- Osservanza (321 m s.l.m.)
- Peruzzo (253 m s.l.m., 77 ab.)
- Piazza (345 m s.l.m.)
- Pieve a Bozzone (215 m s.l.m., 35 ab.)
- Poderuccio (296 m s.l.m., 42 ab.)
- Poggio alle Rose (269 m s.l.m., 22 ab.)
- Presciano (225 m s.l.m., 35 ab.)
- San Dalmazio (366 m s.l.m., 64 ab.)[41]
- San Giovanni a Cerreto (309 m s.l.m., 5 ab.)[42]
- San Martino (353 m s.l.m., 200 ab.)[41]
- San Pietro a Paterno (225 m s.l.m.)
- San Rocco a Pilli (252 m s.l.m., 134 ab.)[43]
- Sant'Andrea a Montecchio (273 m s.l.m., 791 ab.)
- Santa Regina (272 m s.l.m., 59 ab.)
- Selvaccia (290 m s.l.m., 25 ab.)
- Tavernacce (281 m s.l.m.)
- Terrensano (343 m s.l.m.)
- Toiano (229 m s.l.m., 18 ab.)[43]
- Val di Pugna (252 m s.l.m., 26 ab.)
- Valli (278 m s.l.m.)
- Vico d'Arbia (263 m s.l.m., 21 ab.)
- Vignano (327 m s.l.m.)
- Volte Alte (244 m s.l.m., 43 ab.)
- Volte Basse (223 m s.l.m., 54 ab.)[43]

## Economia

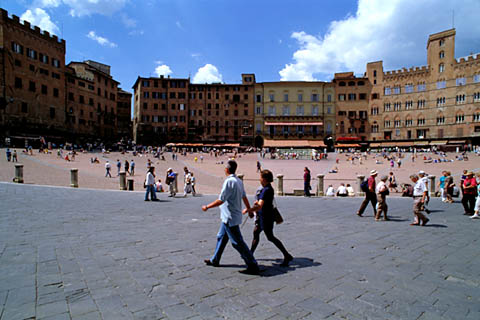
Piazza del Campo gremita di turisti

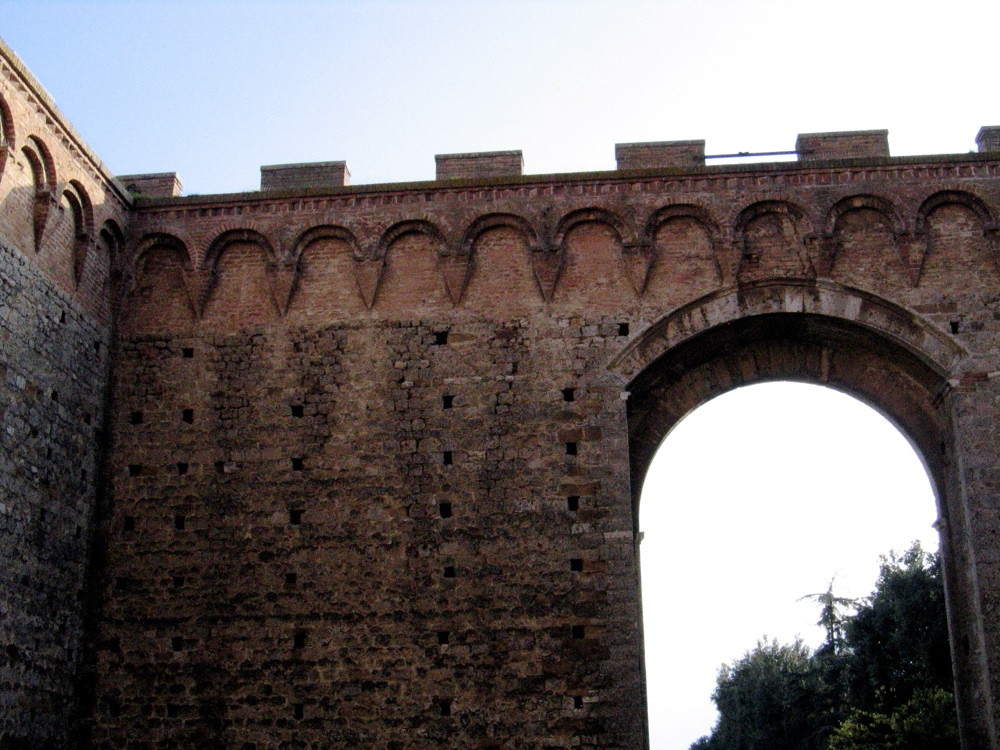
Parte delle antiche mura cittadine

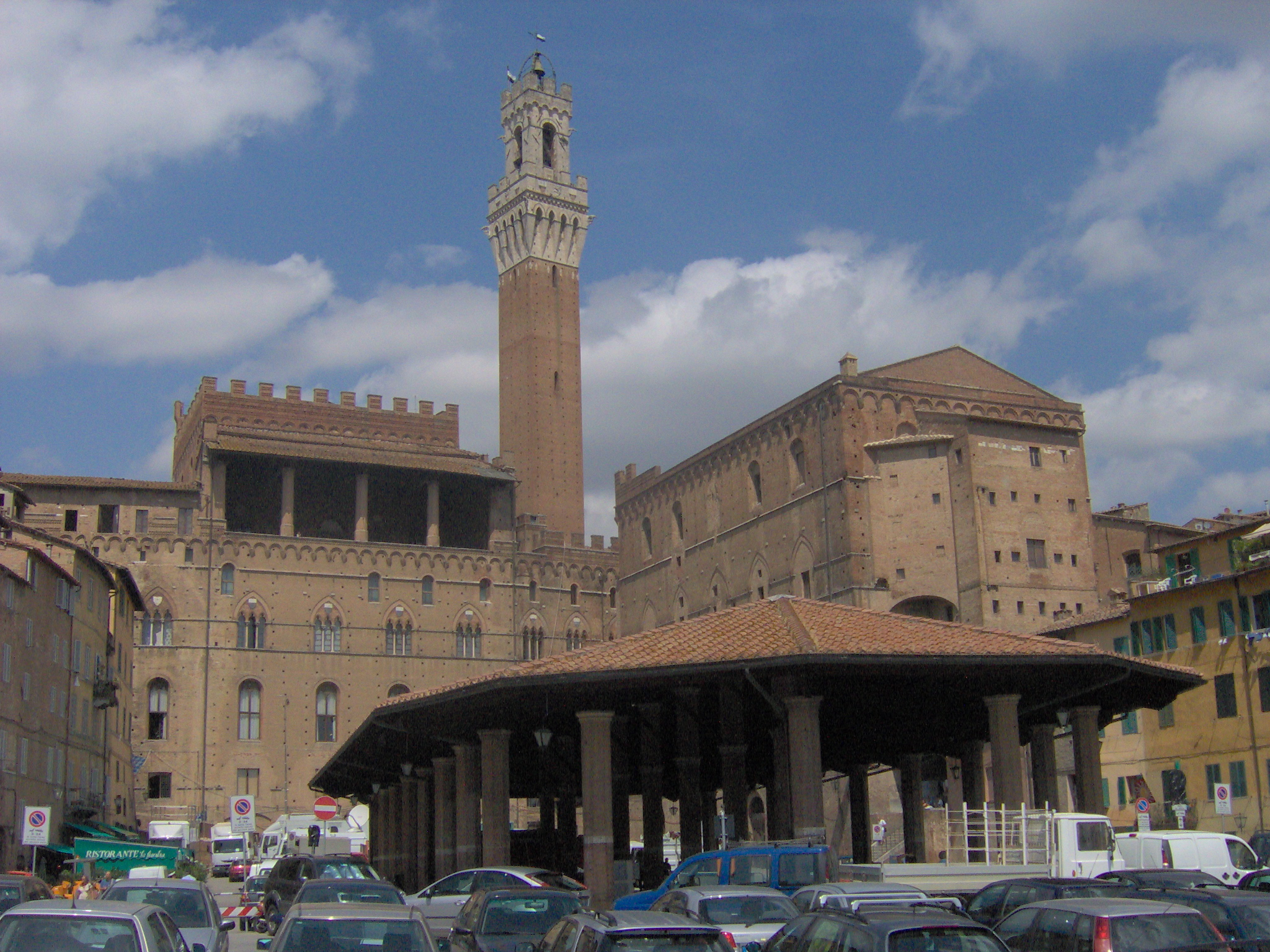
Piazza del Mercato

Le attività principali sono il turismo, i servizi, l'agricoltura, l'artigianato e l'industria leggera.

### Agricoltura
L'agricoltura conta 919 aziende per una superficie totale di 10.755 ha per una SAU (Superficie Agricola Utile) di 6.954 ha, cioè circa 1/30 della superficie totale del territorio comunale (dati ISTAT relativi al V Censimento agricoltura 2000).
Tradizionalmente la nobiltà senese aveva la proprietà di grandi fattorie in tutto il territorio della provincia, per lungo tempo condotti da mezzadri. Con la crisi dell'istituto e contemporaneamente con lo sviluppo della viticultura la proprietà è stata parzialmente ceduta a imprenditori agricoli di estrazione borghese.

### Artigianato
L'artigianato mantiene in carattere di "bottega" o di impresa familiare. Oltre alle attività classiche necessarie a qualunque città, si segnalano quelle legate al restauro e alle arti "maggiori": restauratori, decoratori, falegnami specializzati in mobili antichi.
Nella scia della tradizione antica, esistono ancora a Siena arti e mestieri considerati anacronistici in altre località: "lustrini" (lucidatori di mobili, specialmente antichi), pittori di icone, copiatori di opere pittoriche antiche, ricamatrici in stile senese (con temi classici senesi, come le cerve presenti negli intarsi del pavimento del Duomo).
Va detto che i confini di queste arti minori sono spesso sfumati e che molti artigiani spaziano in più campi o che alcuni artisti "maggiori" non disdegnano l'esercizio di artigianati minori.
Sono ancora attive e diffuse le lavorazioni del marmo e dell'onice finalizzate alla produzione di oggetti per l'arredamento, oltre a quella del ferro battuto con la quale si realizzano vari oggetti riguardanti il Palio; molto rinomata è anche l'arte della ceramica artistica.

### Industria
L'industria non è molto sviluppata, ma esistono realtà importanti.
Il centenario Istituto Sieroterapico Achille Sclavo, ora di proprietà americana e sotto altro marchio, (Novartis Vaccines dal 2015 acquisita dalla GSK) produce vaccini e occupa tremila persone. È l'industria capofila di una serie di piccole attività correlate all'industria farmaceutica: strumentistica, servizi, trasporti speciali.
Parallelamente è in fase di sviluppo l'industria biotecnologica, sostenuta da iniziative miste tra il settore pubblico e quello privato. Questo sta sostenendo e sviluppando fortemente la ricerca scientifica sia nell'Università che nelle industrie e attività private (vedi sotto).
L'industria dolciaria è una delle più importanti tra quelle tradizionali, in virtù delle numerose specialità locali. Fra le tante, particolarmente conosciuti ed apprezzati sono i caratteristici ricciarelli, dolcetti tipici a base di pasta di mandorle, il conosciutissimo panforte e i cavallucci. Noto è anche il panpepato, un dolce a base di miele, mandorle e pepe, diffuso in una zona che va tra la Toscana e l'Umbria. Tutte sono commercializzate sia industrialmente che artigianalmente nelle diverse pasticcerie cittadine.
Altre specialità stagionali sono il castagnaccio e il pan de' Santi (o pan co' Santi) tradizionalmente preparato nelle settimane precedenti la festività di Ognissanti, il 1º novembre.
Un altro settore di lunga tradizione è quella della produzione di elettrodomestici, che occupa circa seicento persone.

### Ricerca e tecnologia
C'è da alcuni anni un'attenzione sempre maggiore alle biotecnologie e alla ricerca ad esse collegata da parte della banca locale (vedi sotto) che sta finanziando e sostenendo aziende di ricerca pura e servizi di "start-up" per la creazione di nuove attività nel settore.
La creazione di una rete di infrastrutture sta cercando di sviluppare un settore altamente qualificato e competitivo, integrandolo in modo "ecologico" in un territorio conosciuto per il paesaggio naturale e antropizzato. Si sta quindi cercando di indirizzare un nuovo sviluppo della città in direzioni "sostenibili". gli investimenti pubblici, a partire dagli anni 2000, sono stati concentrati sulla Siena Biotech, azienda creata con la funzione di creare un volano locale in questo settore e di trainare un indotto di piccole aziende più o meno strumentali. Non secondari, in questo contesto, gli importanti trascorsi dell'industria farmaceutica in terra senese, in particolar legati al nome di Achille Sclavo e all'istituto sieroterapico che ne prese poi il nome, rilevato sul finire del XX secolo dal gruppo Marcucci, poi da Chiron Vaccines e successivamente dalla multinazionale Novartis. Nel 2015 l'istituto è passato alla casa farmaceutica britannica GSK.

### Terziario e servizi
In questo settore, le attività più importanti sono quelle legate alla banca Monte dei Paschi di Siena.
Vi sono inoltre importanti presenze dell'Università degli studi e dell'Azienda ospedaliera, che impiegano migliaia di persone e servono un bacino di utenza molto più esteso del già largo territorio provinciale. La loro presenza è importante anche dal punto di vista della ricerca scientifica e medica. Nel territorio sussiste una densa rete di microimprese (poco meno di diecimila) attive nel commercio e nel turismo.

### Servizi ai cittadini

#### "Siena città cablata"
Siena è stata cablata con fibra ottica. Interessata come prima città in Italia al Progetto Socrate della Telecom, la cablatura ha permesso di ricevere, nelle abitazioni del territorio comunale, il segnale televisivo tramite cavo. La cablatura, realizzata da società private in collaborazione con il Comune, ha consentito di realizzare una stazione pubblica civica (Canale Civico Senese) che trasmette solo via cavo informazioni utili e notizie locali e consente l'accesso a Internet a banda larga in ogni abitazione. Nel 2007 tuttavia la stazione è stata privatizzata, separando la parte TV da quella internet. La gestione della cablatura è stata affidata ad un'altra società costituita ad hoc (Terrecablate).
Nel 2024 la situazione nella provincia di Siena risulta essere quella di una copertura di 30 MB al 100% della popolazione mentre per il raggiungimento dei 100 MB siamo al 74,64 a Siena ma molto più basso nelle altre località della provincia.

### Turismo
Per via del patrimonio storico e artistico, il turismo culturale riveste un'importanza di primo livello nell'economia cittadina. La città è frequentata da un gran numero di turisti stranieri.

## Infrastrutture e trasporti

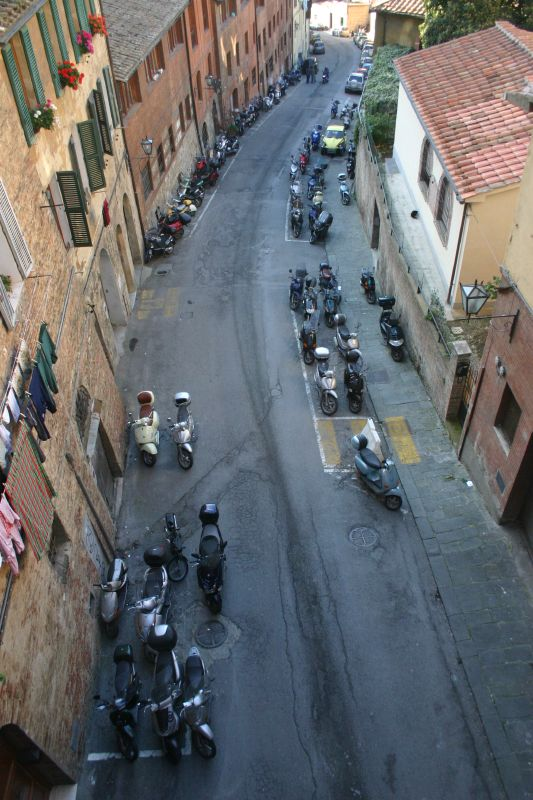
Via di Fontebranda, strada del centro storico

### Strade
Siena è collegata all'Autostrada del Sole a nord col Raccordo autostradale Firenze-Siena fino al casello di Firenze Impruneta e a sud col Raccordo Siena-Bettolle fino al casello di Valdichiana. È poi attraversata da altre strade importanti, fra cui l'ex Strada statale 2 Via Cassia che congiunge Firenze e Roma passando per Siena e Viterbo, la Strada statale 223 di Paganico che unisce la città con la costa tirrenica e Grosseto e, infine, la Strada statale 73 Senese Aretina, che insieme alla precedente costituisce un fondamentale tratto della S.G.C. Due Mari Grosseto-Fano (entrambe le strade sono interessate da lavori, in parte completati, per il raddoppio delle corsie e l'adeguamento agli standard di una superstrada). La zona urbana è servita dalla Tangenziale Ovest di Siena, che unisce il centro cittadino con le strade sopracitate.
Dagli anni Novanta del Novecento, si è sviluppato il trasporto pubblico su gomma ed esistono linee di autobus verso tutte le maggiori destinazioni italiane (Roma, Milano, Napoli e la Puglia e la Sicilia), principalmente per la forte presenza di studenti fuori sede che frequentano la locale Università.

### Ferrovie
Siena è servita da due stazioni: Siena e Siena Zona Industriale. È collegata con una ferrovia a binario unico a Chiusi a sud e a Empoli (e Firenze) a nord; è collegata anche a Grosseto con la Ferrovia Siena-Monte Antico-Grosseto. Tuttavia Siena è interessata da traffico ferroviario regionale, ma non da quello a livello nazionale, per cui è necessario fare scalo a Firenze per il nord o a Chiusi e Grosseto per il sud.

### Aeroporti
L'aeroporto di Siena-Ampugnano è interessato prevalentemente da traffico di aviazione generale e commerciale di aerotaxi. Durante gli anni '30, poco dopo la sua inaugurazione, fu il principale centro per gli Allievi Ufficiali Piloti di complemento italiani e fu frequentato, per esempio, dagli assi: Giuseppe Cenni (MOVM), il più giovane e decorato ufficiale superiore delle Regia Aeronautica, e Carlo Faggioni.

### Mobilità urbana
Il servizio di trasporto pubblico locale è effettuato dall'azienda Autolinee Toscane, che gestisce circa 15 linee urbane regolari, che collegano i quartieri tra loro e al centro, oltre a tre linee il cui percorso si sviluppa quasi prevalentemente nel centro storico.

## Amministrazione

### Gemellaggi
Siena è gemellata con:
- Bernalda, dal 1980
- Weimar, dal 1994
- Wetzlar
- Avignone, dal 1961[51]
- L'Aquila

### Società partecipate
- Acquedotto del Fiora S.p.A. - 5,24% (gestisce il Servizio Idrico Integrato,  nel territorio dell'ATO n. 6 Ombrone. Svolge inoltre prestazioni accessorie e funzionalmente correlate ai servizi principali.)
- FISES - Finanziaria Senese di Sviluppo S.p.A. - 12,97%
- Intesa S.p.A. - Intercomunale Telecomunicazioni Energia Servizi Acqua - 15,84% (produzione, distribuzione gas; realizzazione impianti e reti; servizi elettrici)
- Microcredito di Solidarietà S.p.A. - 15,00% (credito sociale)
- Siena Ambiente S.p.A. - 5,64% (gestione raccolta rifiuti)
- Siena Casa S.p.A. - 34,00% (edilizia abitativa pubblica)
- Si.Ge.Ri.Co. Spa - 100% (settore mobilità e sosta)
- Società Consortile Energia Toscana s.c.r.l. - 0,826% (acquisto energia necessaria a soddisfare il bisogno dei consorziati alle migliori condizioni reperibili sul mercato nazionale e/o estero)
- Terre di Siena Lab S.r.l. - 2,15% (produzione di servizi di interesse generale di sviluppo economico e valorizzazione del territorio)
- Tra.In S.p.A. - 37,36% (trasporto pubblico locale)

## Sport
Siena ha una lunga tradizione nella pallacanestro, con la Mens Sana 1871, la cui branca cestistica fu fondata nel 1934, e nel calcio, con la Robur Siena fondata nel 1904. Sport diffusi sono anche il calcio femminile, il rugby, il nuoto, la scherma, il baseball e l'atletica leggera.
Città europea dello Sport 2021
La città è stata ufficialmente proclamata Città europea dello Sport per l'anno 2021 dall'ACES (Associazione delle Capitali Europee dello Sport). Nello stesso anno il riconoscimento è stato conferito ad altre città italiane come Potenza, Rieti e Terni.

### Impianti sportivi

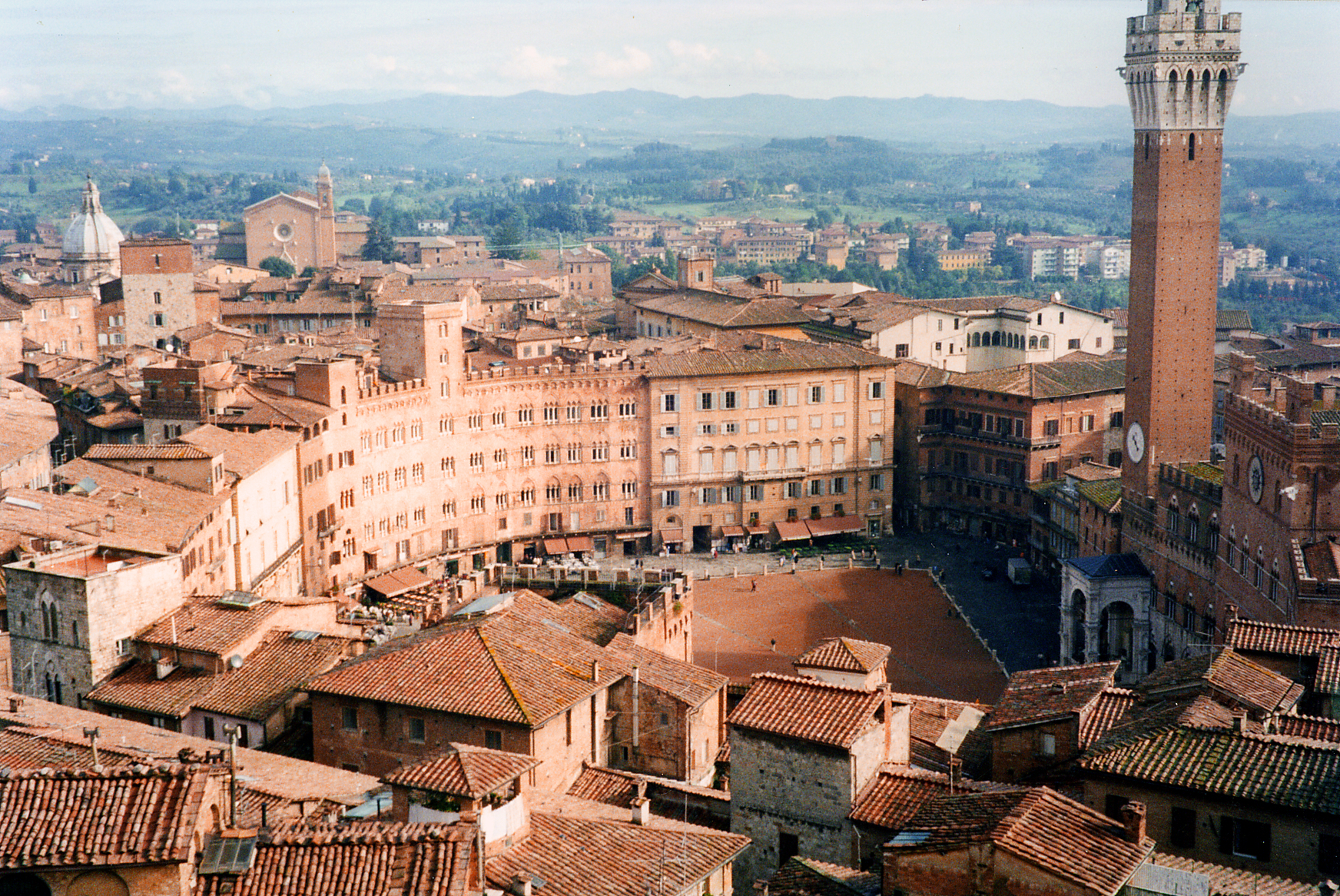
Vista aerea del centro storico

Questa è una breve lista degli impianti sportivi principali. Sono aperte al pubblico anche le palestre delle scuole comunali, alcuni bocciodromi e numerosi campi di calcio e di tennis nei vari quartieri. Una lista completa degli impianti sportivi pubblici e privati può essere trovata sul sito del Comune di Siena.
- Piscina Comunale di piazza Amendola (in disuso perché in stato fatiscente, in attesa di eventuale restauro)
- Piscina Comunale in loc. Acquacalda (nuoto)
- Campo Comunale di Atletica Leggera di viale Avignone (atletica leggera)
- PalaPerucatti (pallacanestro)
- PalaEstra (pallacanestro, ginnastica artistica, judo, pallamano)
- Stadio Artemio Franchi (calcio, palestra, atletica leggera)
- Campo di calcio di Taverne in loc. Taverne d'Arbia
- Campo di calcio di Cerchiaia in loc. Cerchiaia
- Palazzetto CUS in loc. Acquacalda (volley)
- Palasport Costone in zona Montarioso
- Palestra Comunale "Ceccherini" in Piazza Santo Spirito
- Ippodromo Comunale di Pian delle Fornaci (equitazione)
- Velopattinodromo in loc. Acquacalda (pattinaggio, ciclismo)
- Impianti Circolo Tennis Siena, in zona Vico Alto
- Campo di Paintball in loc. Acquacalda
- Campo da baseball in loc. Petriccio
- Campo da rugby in loc. Acquacalda

### Sport professionistico
Dal punto di vista calcistico, la città è rappresentata dal Siena fu fondato nel 1904 come Società Studio e Divertimento e successivamente divenuta nota a livello identitario come Robur. Dopo alcune apparizioni in Serie B tra gli anni 1930 e 1940, il ritorno in Serie B nel 2000 (dopo circa 50 anni di militanza tra la terza e la quarta serie calcistica nazionale) fu il preludio al periodo d'oro dei bianconeri, che nel 2003 esordirono in Serie A, riuscendo a militarvi per 9 volte (delle quali ben sette consecutive dalla stagione 2003-2004 alla stagione 2009-2010), ottenendo altresì la qualificazione alle semifinali di Coppa Italia nel 2011-2012. Gli anni 2010 videro però il club entrare in crisi e subire ben tre cessazioni d'attività (2014, 2019, 2023), con conseguente ripartenza dal dilettantismo, dopo le quali il Siena non ha più superato la Serie C. I colori sociali sono il bianco e il nero (mutuati dalla balzana senese), la sede delle gare interne è lo stadio Artemio Franchi.
La disciplina sportiva più blasonata della città è bensì la pallacanestro, la cui pratica fu introdotta in seno alla Società Sportiva Mens Sana In Corpore Sano (il più longevo consorzio polisportivo cittadino, nato nel 1871); la Mens Sana Basket ebbe poi un'evoluzione come club autonomo, diventando verso la fine del XX secolo e soprattutto nel terzo millennio una delle squadre più titolate d'Italia: i biancoverdi calcarono infatti per quasi 30 stagioni i campi della massima serie (l'esordio avvenne nel 1973, mentre il "periodo d'oro" consistette in 20 stagioni consecutive di militanza tra il 1994-1995 e il 2013-2014) e assommarono un palmarès di 8 scudetti (il primo dei quali nel 2003-2004, con poi 7 affermazioni consecutive dal 2006-2007 al 2012-2013), sei Supercoppe di Lega, tre Coppe Italia e una Coppa delle Coppe. A livello internazionale la Mens Sana raggiunse per quattro volte la Final Four di Eurolega (Barcellona 2003, Tel Aviv 2004, Madrid 2008 e Barcellona 2011), classificandosi per tre volte al terzo posto. Come già per il calcio, anche il basket andò in crisi nel 2014, col club che fu poi trovato responsabile di varie inadempienze, quali irregolarità nei finanziamenti e pagamenti in nero a tesserati e fornitori; la successiva ripartenza dalle divisioni minori riuscì a riportare il basket senese fino in seconda serie, dopodiché un'ulteriore crisi sopraggiunta nel 2019 si risolse in una nuova cessata attività.
Calcio e basket (come vari altri ambiti dello sport senese) furono tra l'altro accomunati dal rapporto col Monte dei Paschi di Siena, che per anni ne sostenne munificamente e in misura determinante le attività, cooperando al raggiungimento di importanti risultati; la successiva crisi dell'istituto creditizio, insorta negli anni 2010, comportò il ritiro delle sovvenzioni, con un duro contraccolpo per le finanze dei club interessati.
Dal 2007 Siena è la sede d'arrivo fissa della Strade Bianche, una corsa ciclistica di livello professionistico che si tiene ogni anno il primo sabato di marzo, all'inizio della stagione delle classiche, e fa parte del circuito UCI World Tour. Dal 2015 tale prova è stata estesa anche alla donne con la Strade Bianche femminile.

### Sport semiprofessionistico e dilettantistico
Oltre alle realtà principali, esistono a Siena anche varie società dilettantistiche.
La già citata Polisportiva Mens Sana è attiva anche nel Jūdō, nel pattinaggio, nella pallavolo e nell'hockey su pista.
La squadra di calcio femminile della città, il Siena calcio femminile, ha ottenuto successi a livello nazionale, come la vittoria di un campionato di serie B e una promozione in Serie A. 
Come in buona parte d'Italia, inoltre, anche a Siena il calcio è praticato diffusamente, anche a livello dilettantistico. Sono numerosi i tornei di questo tipo che si svolgono durante l'inverno.
Altrettanto diffusa è la pratica amatoriale della pallacanestro, sia a puro livello dilettantistico che a livello semi-professionistico, attraverso i club minori Associazione Sportiva Costone Basket e Virtus Siena. Inoltre va ricordata l'Associazione Dilettantistica Pallacanestro Femminile Costone.
Attivo è anche il CUS (Centro Universitario Sportivo) che partecipa ai campionati nazionali con una squadra femminile di pallavolo e gestisce una sezione rugby, il CUS Siena Rugby, che nel tempo ha costruito un settore giovanile completo, due squadre di livello seniores e la scuola rugby per i bambini.
Dal luglio 2018 Siena, sulla spinta della FIGH che vuole una maggiore presenza della pallamano in centri urbani più popolati, ha una propria società, l'Ego Siena.
Il baseball è rappresentato dal Siena Baseball Club, fondato nel 1978 dal docente universitario Antonio Scialoja.
Diffusa anche la pratica dell'equitazione, della scherma, del pattinaggio e dell'hockey a rotelle.
Le contrade hanno anche dei gruppi sportivi che partecipano ai vari tornei amatoriali cittadini e provinciali.